# 西友
株式会社西友（せいゆう、英: Seiyu Co., Ltd.）は、東京都武蔵野市吉祥寺本町に本社を置き、スーパーマーケットチェーン、総合スーパー（GMS）、スーパーセンターを経営する日本の企業。福岡県福岡市に本社を置くトライアルホールディングスの完全子会社。
かつては旧セゾングループ（西武流通グループ）の中核企業であった。

## 概要
東北地方から関西まで日本全国に200店舗以上を展開。「西友（SEIYU）」「リヴィン（LIVIN）」の店舗ブランドでスーパーマーケットを運営するほか、ショッピングセンター「ザ・モール」を運営する。
かつては西武百貨店（現：そごう・西武）とともに旧セゾングループ（西武流通グループ）の中核的存在であったが、セゾングループ破綻後2002年に小売業世界最大手のアメリカ・ウォルマート傘下に入り、2005年から同社の子会社となった。ウォルマート傘下の元、同社が強み持つEDLP（Everyday Low Price）戦略を西友にも採用したほか、ウォルマートのプライベートブランド（PB）も導入された。
2021年3月1日、ウォルマートが保有株式の大半をアメリカ投資ファンドのKKRおよび楽天の子会社に売却したが、ウォルマートも引き続き15%の株式を保有する。楽天との資本提携に伴い、楽天ポイントや楽天Edyなどの各種楽天サービスを導入した。リアル店舗である西友とECに強みを持つ楽天の協業により、「西友楽天ネットスーパー」や楽天ポイント、楽天カードといった巨大な楽天経済圏（楽天エコシステム）の活用を通じて、楽天グループのOMO（オンラインとオフラインの統合）戦略を推進する。また、楽天グループの参加によりクレジットカード会社のクレディセゾン（セゾンカード）との提携カードの発行を2022年3月31日をもって終了した。
2023年5月には楽天が保有する株式をすべてKKRが取得することで合意。KKRの株式持分は65パーセントから85パーセントへ増加することになった。
2025年7月1日にKKRとウォルマートが保有していた株式全てをトライアルホールディングスが取得したことに伴い、トライアルホールディングスの完全子会社となった。

## 歴史

### セゾングループ時代

#### 西武ストアーの展開
旧西武グループ・西武百貨店が、1956年2月に資本金500万円で西武ストアーを設立し、支店よりも小型の店舗を分店として出店したのが始まりである。
同年6月、静岡駅西口の真向いに開業した「静岡ホテル」の一角に静岡店を出店したほか、翌1957年2月には平市字田町（現・いわき市平字田町）に平店を西武ストアーとして開設するなど、10店舗を展開した。ただし、セルフサービス方式の導入やチェーンストアオペレーションは確立しておらず、実質的には対面販売の百貨店方式の小型店舗が多店舗展開されていた。

#### 西友ストアーの発足
1963年4月1日にいったん西興ストアーと改称した後、同年4月19日に再び改称して資本金2,000万円で株式会社西友ストアーを設立し、西武百貨店から土浦店 やひばりが丘店などの10店の分店を継承して、スーパーマーケットチェーン事業を行うことになった。
西友ストアーの設立にあたっては、本部を東京都中野区江古田の「西武百貨店配送センター」の2階に開設すると共に、西友ストアーに従事する社員は全員西武百貨店から転籍して西友ストアーの業務に専念する体制を採り、本格的な事業展開を図ることになった。また、本部内に商品部を置いて集中仕入れを行うなど、チェーンストアとしての組織整備を進めると共に、食品と非食品をほぼ50%ずつという商品構成とするなど、経営方針の明確化も図った。
西友ストアーの設立時には、ちょうど西武鉄道が駅舎改築を進めていた時期に重なった上に、西武鉄道創業者の堤康次郎の指示により同社の全面的な支援が受けられたため、西友ストアーは設立から1966年までの間は西武池袋線や西武新宿線沿線への出店を進めることとなった。
1964年に堤康次郎が急死。その後に紆余曲折あって、西武の流通部門は堤清二が引き継ぎ、西武鉄道グループから分裂したセゾングループの中核企業として、西武百貨店と西友は発展していくこととなる。

#### マイマート設立と合併
西友ストアー設立と並行して、1963年5月には伊藤忠商事と合弁で西武百貨店が60%を出資して「株式会社マイマート」を設立し、出店エリアについて協定を結び、マイマートが東急グループの地盤である中央線沿線に出店して西友ストアーと住み分けながら、共にスーパーマーケットのチェーン展開をしていくことになった。このマイマートは食品スーパーを目指して展開されたため、各店舗の規模は売場面積が約400坪から500坪程度で展開されていた。
西友ストアーは衣料品なども扱う大型の総合スーパー形態の店舗も運営し、1968年12月には累積欠損を一掃して黒字転換を果たすと共に、対前年比で約54%増とマイマートの約27%の約2倍の伸び率を示すなど業績面で優位に立ったことから、マイマート側でも総合スーパーへの路線転換が意識されるようになり、翌1969年（昭和44年）3月にマイマートを吸収合併して西友ストアーに一本化することとなった。
1969年に東京都府中市に「西友流通センター」を開設し、全商品を単品管理して店舗などにおける在庫削減を目指すなど、早くから在庫管理や物流を含めた組織化・合理化を進めていった。

#### 地方への進出と提携
西武百貨店が北陸地方の地場百貨店である大和と提携していたため、同社の紹介で金沢の呉服太物商から始まった地場資本の衣料スーパー「いとはん」（後の北陸ジャスコ）と1970年11月に提携し、1970年12月に小松駅前に竣工した「尚成ビル」に小松店を開店して北陸へ進出することとなった。
1970年7月9日には株式会社西友ストアー関西を設立して、翌1971年3月には京都・大阪に店舗があった「コマストアー」を吸収合併し、同年10月には西友ストアーが60%、魚力が40%を出資して資本金1,000万円で株式会社西友ストアー長野（後のエス・エス・ブイ）を設立する など、関西や長野県へも地場資本のスーパーと提携・合併する形で進出を図った。
しかし、大和富山店のすぐ近くに西友ストアーが富山店を出店したことがきっかけとなり、1976年（昭和51年）8月に提携が解消となるなど、北陸地区での展開は順調にはいかなかった。
また、1973年12月に清水店、1974年6月に大分西友、1975年4月に中込西友甲府店、同年6月に前橋店、同年9月に郡山店と相次いで地方百貨店型の店舗を出店して地方進出を図り、全国展開を目指した。中でも、1977年6月に開店した西武春日井ショッピングセンターは、開業後の数年間連続して対前年比で2桁の売上増を記録するなど大きな成功を収めた。
このほか、セゾングループと南海電気鉄道の関係がなんばCITYの開業時に支援を受けたことで深まったことにより、合弁会社「南海西友」を設立し沿線の店舗を展開していた。現在「南海西友」は消滅し存在しないが、南海高野線千代田駅付近、西友千代田店の前の「南海西友前」バス停にその名残がある。また、河内長野駅の「ノバティながの」も開業当初は西友と南海電気鉄道が共同で出資していた（後に西友・南海共に資本を引き上げて撤退）。

#### 関連事業の育成
1970年代末頃からは、成熟した消費者を前提とした考え方に則って、品質の高い商品の提供を行うことを目指した「質販店」を提唱し、百貨店感覚の洒落た商品を含めて提供することで、単なる大量販売を行う量販店とは異なる店舗を目指した。
1973年（昭和48年）9月にコンビニエンスストアのファミリーマート実験第1号店の狭山店（1985年に入曽店に改称）を埼玉県狭山市に開店し、1978年（昭和53年）3月にファミリーマート事業部を発足させてフランチャイズシステムによるコンビニエンスストア事業を開始、1981年（昭和56年）9月にファミリーマートへ同事業を譲渡して独立させ、コンビニエンスストア大手の一つに成長させた。事業譲渡については、休眠会社の株式会社ジョナスが西友ストアーからコンビニエンスストア事業と資産の譲渡を受けた上で、株式会社ファミリーマートに商号変更する形で行われた。
オリジナル商品の開発にも注力し、1971年に「西友ライン」として独自商品の開発を開始し、1980年12月5日から「無印良品」第1弾として37品目を発売するなど、独自商品の開発を進めた。1981年に「故郷銘品」、1983年に「主婦の目商品」、1984年に「食の幸」など、幅広い分野で独自商品の開発を進めた。

当初は西友のプライベートブランドとして出発した無印良品も、1989年に100%出資子会社の「良品計画」を設立し、翌1990年には無印良品の営業権を同社へ譲渡して小売事業として独立させた。
また、1975年には惣菜事業に参入し、1986年に資本金2億円で惣菜製造会社の「若菜」を設立して独立させた。こうして、関連事業の育成・展開も進められた。

#### セゾングループ解体
バブル景気を背景にセゾングループは規模拡大を推し進め、1988年9月30日にはインターコンチネンタルホテルズを買収し、西友の子会社とする など、西友は西武百貨店と並び、セゾングループの中核を担った。
しかし、バブル崩壊後に傘下のノンバンク「東京シティファイナンス」が多額の不良債権を抱えたことにより、ピーク時には約1兆2000億円の連結有利子負債を抱えるなど、危機的状況に陥ることになった。そのため、当時90社あった関連企業を不採算企業の整理などで25社まで減らすこととなり、1998年（平成10年）上期にまず錦糸町西武やウェルセーブなど関係会社9社を清算することになった。
この「東京シティファイナンス」の不良債権処理の際には同社自身が約1300億円、金融機関による債権放棄約2000億円のほか、西友が約2800億円を負担することになった。
そのため、1998年に西友からスピンオフしていたファミリーマートや良品計画、インターコンチネンタルホテルグループ などの保有株式の大半を売却することになった。この際のインターコンチネンタルホテル売却では1億2200万ドルの売却益を計上しており、他の売却案件と同じく、その収益は関係会社の整理損失のカバーに充てられた。

この「東京シティファイナンス」の不良債権処理は、西洋環境開発と併せてセゾングループ解体の引き金となった。

### 住友商事との業務・資本提携
本業の総合小売事業でも、赤字店舗の大量閉鎖や、百貨店業態店舗を総合スーパーのリヴィンへ業態転換して外商部門の廃止を行うなど、規模の縮小も含めた事業再編を進め、2000年（平成12年）2月期には東京シティファイナンスを含む約1200億円の特別損失を計上して3期連続の赤字となる など、業績・財務の悪化が続くことになった。
こうした業績・財務の悪化に対応するため、1999年（平成11年）度から資金回収が早い食品スーパーの出店に乗り出し、1999年（平成11年）度に7店、2000年（平成12年）度上期に10店、下期に25店と出店を加速させた。
食品スーパーマーケット事業への注力と資本強化の両面から、2000年（平成12年）4月に住友商事と業務・資本提携し、同社が持株比率11.83%の筆頭株主となった。
住友商事は既にサミットも運営しており、西友も含めて首都圏のスーパーマーケット戦略を進める構想だった。その構想の一環として、同年8月31日にはエス・エス・ブイの株式を5%取得して子会社化し、翌日9月1日に九州8店を分社化して九州西友を設立するなど事業の再編を進めた。
2000年（平成12年）5月1日には「西友ネットスーパー」を開業して順調に立ち上げ、大手スーパーの中ではネットスーパー事業で先行することになった。
また、既存の店舗網を維持しながら出店速度を上げるため、2000年（平成12年）9月26日に9店舗の証券化によって320億円の資金を調達することを決める など、店舗の証券化による資金調達でも大手スーパーとしては先行する形となった。
2001年（平成13年）3月1日には北海道内の11店舗を分社化して北海道西友を設立し、地域ごとの分社化・分権化による地域特性に対応した営業体制の構築を目指した。
自社物流にこだわってきた方針を転換してメーカーや卸による物流を導入し、2000年（平成12年）10月20日に「伊藤忠食品座間加工食品センター」を稼働させて委託を開始したのを皮切りに、2001年（平成13年）1月29日に菱食へ委託したほか、国分へも委託を進め、同年12月に府中物流センターを子会社に譲渡して閉鎖する など物流体制の再編も並行して行われた。
2001年（平成13年）8月28日には、福岡県の百貨店である岩田屋が保有する地場スーパーのサニーの株式を買収し、傘下に入れることを発表、九州西友と合わせて九州地区の売り上げ拡大を図るなど、食品スーパーを中心とした店舗網の拡大を図った。
しかし、2001年（平成13年）度下期に約30店舗の大量出店に踏み切った新店が伸び悩んだことで、2002年（平成14年）2月期中間決算は現収で2桁減益となるなど、この食品スーパーの大量出店策は裏目に出る結果となった。
また、大型店の出店は総合スーパーではなく、新生活百貨店の「リヴィン」と大型ショッピングセンターの「ザ・モール」を柱としていたが、業績が伸び悩んだため、2002年（平成14年）3月に出店した「ザ・モールみずほ16」を最後に大型店の出店凍結を打ち出すことになった。

### ウォルマート系列入り後

#### ウォルマートとの提携
2002年（平成14年）3月14日、住友商事の仲介により、世界最大のスーパーマーケットチェーンであるアメリカ合衆国の「ウォルマート・ストアーズ」と包括的業務・資本提携をすると発表し、その傘下に入ることになった。
この提携は、2002年（平成14年）5月に実施する第三者割当増資で株式の約6.1%を取得することから始まり、2007年（平成19年）末までに66.7%までの株式取得権を取り決めていた。これを受け、2002年（平成14年）4月10日から本社内に共同作業チームを発足させてウォルマートとの提携による新たな経営計画の策定に入り、2003年（平成15年）3月にウォルマート・ストアーズから非常勤取締役5人を受け入れることになった。
2002年（平成14年）12月から、ウォルマート流のEDLP（エブリディ・ロープライス）と呼ばれる「恒常的な低価格化」の販促企画「ロールバック」を導入したものの、競合他社への影響を含めて販売価格が低下することへの警戒から多くのメーカーや卸などの取引先が参加に及び腰となり、当初はこの「ロールバック」に協力した取引先からも協力を撤回するところが現れるなど、開始早々からこの販促企画は迷走する形となった。
また、ウォルマートとの提携後の初の決算となった2003年（平成15年）2月期には、西武百貨店株の評価損約355億円を特別損失として計上したほか 東京シティファイナンス関連の損失引当などもあったため、1,200億円以上の最終損失という大幅な赤字決算となった。

#### ウォルマートのノウハウ導入
ウォルマートのノウハウを導入するための組織改革として、経営監督と業務執行の機能を分ける米国型の企業統治体制である「委員会等設置会社」への移行も、2003年（平成15年）5月29日に行われることになった。また、作業を省力化する什器や大量単品陳列など、ウォルマートのノウハウ導入による低コスト運営を目指した店舗改装なども行った。
ところが、EDLP（毎日低価格）の方針に則ってチラシ特売など販促を削減したことで相対的に価格競争力が低下したことなどが影響し、2003年（平成15年）12月期中間期が経常赤字に転落するなど業績が悪化した。そのためデフレ対応の一環として「均一セール」の実施に踏み切るなど、EDLP（毎日低価格）に逆行する営業戦略も実施された。
しかしこうした業績の悪化要因は、ウォルマート方式に切り換えが徹底せずに一部の組織と一部店舗の什器などにとどまったためとの見方もあり、2003年（平成15年）10月14日には、ウォルマートのノウハウ導入により、販売管理費率を20%未満に抑える低コスト構造を実現することで、EDLP（毎日低価格）の実現を目指す新たな経営再建策「5カ年アクションプラン」を発表し、ウォルマート流による再建を目指すことになった。
2003年（平成15年）12月期決算では、経費節減で予想よりも赤字幅は縮小したものの最終赤字に転落した。2004年（平成16年）1月16日にはグループ3社で、正社員約6,200人のうち約1,600人の早期退職制度（非正規雇用で継続または退職）による人員削減を行うことを発表し、予定通り約1,600人の応募があり、経費節減による再建を目指すことになった。
また、2004年（平成16年）度に店頭商品を単品管理する店舗情報管理システム「スマートシステム」を直営全店に配備すると共に、取引先も参加する商品情報管理システム「リテールリンク」を導入するなど、ウォルマートの商品管理システムの導入が進められることになった。システム化の一環として、惣菜や刺身など店内加工商品の生産計画システムを構築して各店舗に導入することも行われたが、ウォルマートが生鮮食料品の管理ノウハウを持たないため、西友の生鮮食料品に関するノウハウを活用してシステム化を図る形となった。こうしたウォルマート流の中間流通機能を内部化する動きに対しては、2004年（平成16年）5月に大手食品卸会社の菱食が「自社の方針と相容れない」として取引を終了する など、卸売業者の影響力が強い日本の流通市場との軋轢を生むことにもなった。
2004年（平成16年）4月7日には、ウォルマートの主力業態であるスーパーセンター第1号店として沼津店を開店するなど、業態面でもウォルマート方式の導入を図った。
ところが、ウォルマートの情報システム導入と、希望退職による人員削減を並行して行ったことが裏目に出て店舗の運営に支障が出るなどして、2004年（平成16年）12月期中間決算で売上が目標を下回るなど、経営の混乱が続くことになった。それでも予定通り2004年（平成16年）下期までに、店舗情報管理システム「スマートシステム」と、基幹商品情報管理システム「リテールリンク」というウォルマートのシステムを全店に導入すると共に、2005年（平成17年）度から加工食品・日用雑貨部門で商品の自動発注を開始するなど、ウォルマート流のシステム化による業務改革が進められることになった。
ただし、長期販促企画の名称をウォルマート流「ロールバック」に一本化するものの、特売が主流の日本市場の実情に合わせ原則3か月間以上の長期特売に性格付けを変えて、日本流の中間的な低価格戦略とすることで、徐々にEDLP（毎日低価格）へ移行する戦略に軌道修正を図った。
2004年（平成16年）からはウォルマートのプライベートブランドも導入、加工食品や飲料などの「グレートバリュー」やファミリーカジュアル衣料品の「シンプリーベーシック」などの販売を開始したものの、食品の容量や味などの嗜好が日本市場に合わないケースもあり、必ずしも順調な導入とはならなかった。
システムだけでなく、ウォルマート流の低コスト運営には自社物流が欠かせないとして再度自社物流へ転換するため、食料品から衣料品や住居用品をフルラインで扱う 常温・冷蔵・冷凍の全温度帯全品目に対応した自社用の広域流通センターである「西友三郷物流センター」を埼玉県三郷市に開設することで、首都圏9か所の物流拠点を2か所に集約することを目指した。
そして2005年（平成17年）12月期に、ウォルマートの自動補充システムを、首都圏を中心とする百数十店に導入することになった。

#### グループ会社の再編
ウォルマート流のEDLP（エブリディ・ロープライス＝毎日低価格）の確立を早期に行うためにも一体的な運営が必要だとして、2003年（平成15年）7月1日付でエス・エス・ブイを株式交換により完全子会社化し、2004年（平成16年）4月1日から系列のスーパーを含めた地域ごとの一体的な店舗共同運営を始めるなど、グループの再編も進められた。
また経営再建策の一環として、2003年（平成15年）9月30日にリウボウインダストリーやリウボウストアーの株式を全て売却し、資本提携を解消して沖縄県から撤退するなど、関連事業の整理も一段と進められることになった。
その一方で、2004年（平成16年）3月26日には、伊藤忠商事が保有するサニーの全株を取得して出資比率を約88.8%に引き上げ、同年6月1日には株式交換方式によりヤマエ久野などグループ以外が保有する株式を取得して、サニーを完全子会社化した。
こうしてグループのスーパー全社を完全子会社として経営統合を一段と進め、2005年（平成17年）9月1日付で系列スーパー5社の社長を営業統括部長が兼務し、経営を事実上一本化した。
その他にも、2004年（平成16年）4月1日からグループ5社も含めた全国約400店舗を6地域に再編して共同運営するのを皮切りに運営の一体化を進め、商品調達や販促活動なども段階的に一体化を進めて、スケールメリットを活かした経営効率化を図ることになった。

#### ウォルマートの子会社へ
2005年（平成17年）12月21日に行われた増資引き受けでウォルマートの出資比率は半数を超え、西友はウォルマートの子会社となった。
こうしたウォルマートの支援にもかかわらず、2005年（平成17年）12月期連結決算は減収となり赤字幅も拡大と低迷が続くことになった。このため、2006年（平成18年）12月期に食品スーパー業態を中心に既存店の改装を大幅に増やして客数増による売上げ拡大を目指し、73店で実施した改装の効果で既存店の売上げが15年ぶりに前年を上回って営業増益となった。しかし、その後も業績回復が進まなかったことから、2007年（平成19年）10月8日からグループ会社を含め、450人規模の早期退職者を募集する2度目の大規模な人員削減に踏み切った。
2007年10月23日から12月4日までTOBを行い、翌2008年（平成20年）4月19日にウォルマートの完全子会社となった。なお直接の株式保有は、ウォルマート・ストアーズの孫会社で資産管理会社であるオランダの「ワイオミング ホールディング ジーエムビーエイチ（Wyoming Holding GmbH）」である。
2008年（平成20年）7月1日に、西友の完全子会社となっていたサニー、エス・エス・ブイ、九州西友、北海道西友、東北西友の5社を吸収合併して、グループのスーパー事業は完全に一体化した。統合後も「サニー」の店舗ブランドは引き続き使用される。なお、旧東北西友の店舗では統合前からの直営店との区別のため「THE FOOD FACTORY」ロゴが入る。旧エス・エス・ブイでは自社店舗と担当する売場の「SEIYU」ロゴの近くに「S.S.V」等のロゴを入れていたが、統合の際に削除された。
2008年9月29日には、3度目となる約350人の正社員の早期退職者募集と、約20店の閉鎖という新たなリストラ策を発表する など、経営合理化策を相次いで打ち出した。しかし、ウォルマートの完全子会社化して最初の決算となった2008年（平成20年）12月期は、売上高8009億7500万円で営業利益1億5600万円を上げたものの、経常損失47億6400万円で純損失257億9300万円という大幅な赤字が継続し、純資産が101億円まで減少する結果となった。
2009年（平成21年）3月1日には、日本事業を統括する中間持株会社「ウォルマート・ジャパン・ホールディングス合同会社」の完全子会社へ移行し、西友は同年9月1日付で合同会社に改組することとなった。
その後、2015年（平成27年）11月1日に親会社「ウォルマート・ジャパン・ホールディングス」は、合同会社から株式会社へ改組した。

#### 低価格戦略の徹底
2008年（平成20年）12月から、生鮮食品を除く全食品をEDLP（毎日低価格）戦略とすると共に、より安い価格の他店のチラシ広告を持参した顧客にその価格で販売する「地域でいちばん安いお店をめざします」という戦略をチラシで銘打つなど低価格戦略の強化を図った。
さらに2009年（平成21年）1月23日から住居用品1,400品目を値下げしたほか。同年2月から米国産豚肉全品を値下げするなど、生鮮食料品を含めてウォルマートの国際調達網を活用し、低価格戦略を一段と推し進めることになった。こうした低価格戦略で来店客数と既存店売上高が前年比でプラスに転じたことから、2009年（平成21年）4月中旬までに非生鮮食料品をEDLP（毎日低価格）に移行するなど、よりウォルマート色の強い戦略が展開されることになった。
また惣菜についても、2008年（平成20年）12月から68円のおにぎり、2009年（平成21年）4月6日から298円の弁当、同年5月18日から49円のコロッケを発売するなど、EDLP（毎日低価格）化が進められていった。
こうしたEDLP（毎日低価格）戦略に伴い、2010年（平成22年）には冷凍食品の割引表示による安値訴求を廃止し、実売価格による表示のみへ移行させた。生鮮食料品についてもウォルマートの国際調達網を活用した米国産を中心にEDLP（毎日低価格）戦略を展開した。2013年（平成25年）1月からはウォルマートの国際調達網活用を一段と進めるため、欧州の加工食品の直輸入を開始することになった。
しかし西友のウォルマートグループ入り後も、一般消費者にはかつて文化戦略と高級志向で一世を風靡したセゾングループの印象がなかなか拭えず、「西友=安い」というイメージが定着するには時間がかかった。そのため西友では、ウォルマート流の低価格路線をアピールするキャッチフレーズとして、2008年からは当時の流行語「KY（空気読めない）」に掛けた「KY（カカクヤスク）」を採用した。またチラシ特売が主流だった当時の日本では馴染みの薄かったEDLPの、単品商品の値下げだけでなく店全体での安売りというメリットを強調するため、2011年からは「買い物カゴ一杯買っても安い」という意味の「バスケットプライス」を略した「バスプラ」を採用。こうしたキャッチフレーズを店頭ポスターやテレビCMなどの宣伝に多用して消費者への訴求を図った。
また、山手線周辺の高級住宅街での市場獲得を目指して展開していた高級スーパー「フードマガジン」も、残っていた六本木ヒルズ店を2011年（平成23年）8月に閉店し、低価格戦略への特化を進めることになった。

#### 店舗ブランド・キャラクター
2010年（平成22年）7月以降は、東京都北区赤羽に所在する本社に「ウォルマート」のロゴを掲げ始め、クレジットカード「ウォルマートカード セゾン」の発行、「Walmart」ロゴ入りエコバッグの販売、「○○（「野菜」「果物」など）が安い!その理由は『Walmart』」のポスター表示など、「ウォルマート」の表示を出すようになった。
ウォルマートの子会社となった直後の2010年から2011年にかけては、近い将来「西友」「LIVIN」「サニー」ブランド自体も変え、新しい屋号として「ウォルマート」を使用する予定としていたが、その後は日本における店舗ブランドの変更を見送りこれらの店舗ブランドを引き続き使用することとなった。
2010年頃には、漫画調の男性キャラクター「旬之介（しゅんのすけ）」が店内POP広告などで使用され、後に相棒の猫「ニャンノスケ」も登場した。

#### ウォルマートと楽天の提携
2018年1月26日、ウォルマートが楽天との提携を開始。2013年からDeNAと提携して運営してきたネットスーパー「SEIYUドットコム」をリニューアルし、西友と楽天が共同出資で新会社を設立し「楽天西友ネットスーパー」として運営することを発表した。それに伴い、DeNAとの提携は解消された。
西友のネットスーパー事業は、住友商事との提携時代の2000年5月1日に「西友ネットスーパー」として開始され、大手スーパーのネットスーパーでは草分け的存在であった（#住友商事との業務・資本提携も参照）。2013年にDeNAと提携してからは「SEIYUドットコム」とサイト名を変更して運営を続けてきた。
2018年8月14日から「楽天西友ネットスーパー」へ変更することを発表。楽天が自社で運営してきたネットスーパー「楽天マート」に代わる形で、楽天ウェブサイト内の一サービスとして提供されることになる。利用には楽天IDの登録が必要となり、代金の支払いで楽天スーパーポイントを貯めたり使用することもできるようになった。
また西友ネットスーパーだけでなく、アメリカの「Walmart.com」で電子書籍楽天Koboを独占販売するなど、その他のサービスでもウォルマート・西友および楽天の3社の提携が進められた。
なお、楽天は2021年3月に第三者割当増資により、ウォルマートから約166億円の出資を受け入れると発表した。

#### ウォルマートの株式売却
2018年7月12日、日本経済新聞電子版などが「親会社ウォルマートが日本市場から撤退し、西友の売却に向けて動いている」と報じた。この時点では、西友広報部は「噂や憶測にはコメントしない」とし、翌日の7月13日には売却報道を受け、西友は「ウォルマートが西友を売却することは決定していないし、いかなる売却交渉もしていない」と声明を発表。同時にウォルマートは、配布した報道発表資料で「西友売却の決定を下しておらず、買い手候補との協議を一切行っていない」「当社は日本の顧客の変化するニーズに対応していくため、将来に向けて日本でのビジネス構築を継続する」と説明し、報道内容を否定した。
西友は翌2019年6月に「新事業計画」を発表し、その中で「私たちは長期的に、過半数に満たない株式の上場を目指している」と再上場への意思を示した上で、ウォルマートもこれを支援していると表明した。
しかし2020年11月16日、ウォルマートは保有する西友株式の85%を売却し、うち65%をアメリカの投資ファンドであるコールバーグ・クラビス・ロバーツ（KKR & Co. Inc.、以下KKR）、20%を楽天が新規設立する子会社がそれぞれ取得すると発表した。楽天が保有する顧客情報を活用してオンラインとオフライン（実店舗）の融合を進め、楽天西友ネットスーパーをさらに強化し、スマートフォンアプリで買い物・決済・配送まで完結するキャッシュレス決済を導入する計画とし、株式取得は2021年第1四半期に完了予定とした。ウォルマートも引き続き15%の株式を所有し、スケールメリットを活かした、EDLP商品の拡充を図ると表明した。しかしウォルマートが大半の株式を売却することは西友への支配力低下を意味することから、一部マスメディアの中には「事実上の日本撤退」と報じる者もあった。
同年12月28日には、次期CEOとして株式会社リテイルサイエンス 代表取締役の大久保恒夫の就任を発表。2021年3月の株主体制変更完了後、KKRと楽天とウォルマートが指名するとし、西友CEOのリオネル・デスクリーはそれまで引き続き業務にあたり、新CEOへの交代後に米国ウォルマートで新たな役職に就くとした。
2021年2月25日、福岡市にキテラタウン福岡長浜が開業し、核店舗としてサニー福岡長浜店が出店した。サニーの新規出店としては2008年の南熊本店（2015年3月31日閉店）以来12年ぶりとなる。これがウォルマート子会社時代の最後の新規出店となった。

#### 新型コロナウイルス感染症への対応
2019年末からの新型コロナウイルス感染症の影響で、各社ともネットスーパー事業が伸びを示しているが、西友でも「楽天西友ネットスーパー」の需要が急速に拡大し、ネットスーパー事業における2020年第4四半期の流通総額は前年同期比で約40%増に達した。このため西友は、2021年1月に横浜市でネットスーパー専用物流センターを稼働開始したほか、年内に大阪府茨木市でもネットスーパー専用物流センターの新設を予定している。
また、西友ではウォルマート傘下入り以降、年中無休かつ深夜営業や24時間営業を行う店舗が多くなっているが、新型コロナウイルス感染症拡大に伴う緊急事態宣言の発出下でも基本的に時短営業は行わない方針とし、逆に通常営業を続けることで昼間と夕方の混雑時間帯を避けた「オフピークショッピング」を呼びかけ、「3つの密」を回避するとともに感染防止対策を図った上で、日中に買い物できない客に対してもライフラインとしての責務を果たすとした。
新型コロナウイルス感染症の影響により、ネットスーパー・実店舗ともに需要が急増したこともあり、西友では通常営業を継続するため従業員を大幅に増員している。従業員数（パートタイマー・アルバイトを含む）は、同感染症流行前の2019年1月1日時点では23,294人 であったが、2020年11月時点では34,600人 と、わずか2年足らずで1万1,300人以上の増員となっている。2020年4月24日には緊急採用を実施し、同感染症の影響によって休業したり解雇・倒産などが出た飲食店やサービス業からの転職者や、内定や採用を取り消された人々の受け皿として、大規模な募集を行い約3,000人を採用した。また同日には既存の従業員3万3,500人を対象に、特別一時金「スーパーヒーロー・ボーナス」総額3億5,000万円の支給を決定した。

### 西友ホールディングス
2020年末の発表どおり、楽天の子会社である楽天DXソリューションが、2021年3月1日付でウォルマートから西友の株式を取得し、これによりKKRは65%、楽天DXソリューションは20%の西友株式を保有することとなった。ウォルマートは引き続き西友株式の15%を保有する。また同日付でリオネル・デスクリーが西友CEOを退任し、後任に大久保恒夫が就任した。またこれにより2021年3月1日付で、西友の親会社であるウォルマート・ジャパン・ホールディングス株式会社は株式会社西友ホールディングスに商号変更した。
新たに主要株主となった楽天DXソリューションは、2021年1月に楽天が設立した新会社で、日本国内で実店舗を運営する小売事業者のデジタルトランスフォーメーション推進支援を目的に、楽天がインターネットビジネスで培ったノウハウを活かして、オンラインとオフラインを融合した小売業の構築を目指すとしており、今回の株式譲渡により楽天との連携はさらに強化される。
これにより筆頭株主となったKKRは投資ファンドであるため、将来的にはいずれ西友株を売却することとなるが、その際の株式譲渡先が焦点となる。楽天が出資比率を高めて楽天グループ入りするか、KKRが他社に西友株を売却するか、西友が自社で再上場するのか注目される。
2022年1月6日、合同会社から株式会社に組織変更した。
2023年5月12日、楽天グループは同月31日付で同社が保有している西友ホールディングス株式をKKRに売却することを発表した。なお、西友との協業などは継続する。

### 西友（2024年 - ）
2024年6月4日付で西友を存続会社として西友ホールディングスを吸収合併し、西友ホールディングスは解散した。

#### 北海道・九州からの撤退
2024年4月2日、北海道の9店舗をイオン北海道に売却する契約を締結した。買収金額は170億円で、10月1日に本社から分割し、同日にイオン北海道が引き継ぐ。従業員の雇用も全員継続する。
4月3日には九州の事業をイズミの連結子会社、ゆめマート熊本に売却する契約を締結。8月1日に継承した。
北海道の福住店、清田店、平岸店、宮の沢店を9月29日18時、元町北二十四条店、厚別店、旭ヶ丘店、西町店、手稲店を翌日9月30日18時に閉店した。イオン北海道は10月1日の継承後は各店、直営売場は休業し、一部を除くテナントのみ営業を継続。6店舗を「イオン」、1店舗を「マックスバリュ」、2店舗を「ザ・ビッグ」として10月から12月にそれぞれ開店した。各店舗の店長は転籍して続投となる。

### トライアルホールディングスの子会社へ
2025年3月5日、KKRとウォルマートが保有する西友の株式をトライアルホールディングスへ全売却する株式譲渡契約を締結。同年7月1日に予定通り株式譲渡が行われ、トライアルホールディングスの完全子会社となった。同社の子会社で当社と同じくスーパーセンターをメインに展開するトライアルカンパニーとは同じグループ企業の関係となった。
今後、当社とトライアルの商品の相互展開、トライアルが展開する小型スマートストア「TRIAL GO（トライアル ゴー）」の拠点機能化、両社が持つ製造・物流拠点の統合、トライアルの強みである「リテールメディア」の導入などが実施される予定である。

### セゾン・西武グループとの関係
1956年に設立された西武百貨店の一部門である西武ストアーを前身とするが、ウォルマートの完全子会社化以降は、西武鉄道グループ・西武百貨店（旧セゾングループ）との資本関係はなくなっている。しかし従来からの関係で、東京都・埼玉県西部における西武沿線の駅前に所在する店舗を中心に西武鉄道からの建物賃貸を受けて運営する店舗が多数存在するなど、緩やかな提携は続いており、西武鉄道系のスーパーマーケットとしての性格こそ辛うじて残されている程度に留まる。
埼玉西武ライオンズのゲームスポンサーとしての活動も継続しているが、特売日を持たない経営戦略であるウォルマートの意向によって2004年（平成16年）の優勝を最後に優勝セールだけが撤退し、2008年（平成20年）に優勝した際はそごう・西武（旧・ミレニアムリテイリング　西武百貨店の後身）・ロフトの親会社であるセブン&アイ・ホールディングス傘下のイトーヨーカ堂に引き継がれた。なお、セブン&アイにおける優勝セールはライオンズのみに絞り込まれている。
高級食品スーパー「ザ・ガーデン自由が丘」を運営するシェルガーデンの株式をわずかに保有していたが、2009年（平成21年）に保有株式を全てそごう・西武へ売却した。
また、セゾングループの基幹14社のひとつであった西洋フードシステムズが運営していたファミリーレストラン「CASA」は、かつて西友や西武百貨店に多くテナント出店していたが、少数ながら「CASA」が出店を続ける西友・LIVINの店舗が残存する。ただしセゾングループ解体後に「CASA」はグループ外の他社に譲渡されている。
商品券・ギフトカードも、かつては旧セゾングループの流れから、西友の商品券は西武百貨店・ロフト・パルコ各店で使用でき、逆に西武百貨店の商品券も西友で使用できたが、2006年に西武百貨店との乗り入れを解消した。後にロフトとも同様に現在は利用できず、パルコのみと乗り入れている。ただし表面に「SEIBU」と表記された商品券であっても、裏面記載の発行元が「株式会社西友」で、かつての西友運営の西武店で発行されたものは、西友の商品券同様に利用できる。

#### クレディセゾンとの提携
ウォルマート傘下入り後も続いている旧セゾングループ企業との提携事業として、クレディセゾンによるクレジットカード発行があり、旧セゾングループのパルコと同様に、一部の店舗にはセゾンカウンターが設置されていた。
2010年（平成22年）10月1日からは「ウォルマートカード セゾン」 の発行を開始した。
「ウォルマートカード セゾン」では、西友・LIVIN・サニーの店舗で毎日3%割引 の優待サービスが設定されている。ネットスーパーでの決済では、DeNAと連携の「SEIYUドットコム」時代は3%割引であったが、楽天西友ネットスーパーとなってからは2%割引に変更された。引落金額からの割引となるが、専用端末を備えた店舗では決済時に割引される。
「ウォルマートカード セゾン」もセゾンカードの「永久不滅ポイント」付与対象だが、西友・LIVIN・サニー店舗での3%割引適用時は同ポイントが付与されない。また「ウォルマートカード セゾン」の3%割引は、「セゾンカード感謝デー」の5%割引と重複割引はされない。
「ウォルマートカード セゾン」の導入当初は、店舗およびDeNAと連携前の自社サイト時代の「西友ネットスーパー」では毎日1%割引（割引適用時は「永久不滅ポイント」は付与されない）、また毎月5日・20日に開催されていた「セゾンカード感謝デー」では5%割引（毎日1%割引との重複割引はなし）となっていた。ただし「西友ネットスーパー」では「セゾンカード感謝デー」の開催はない。2014年6月1日から3%割引に変更された。
クレディセゾンでは、全てのセゾンカード （セゾンUCカードは除く）を対象に、毎月第1・第3土曜日に「セゾンカード感謝デー」を開催ししており、西友の店舗でも全品が（酒・タバコ、金券類など一部商品を除く）レジ精算金額からさらに5%割引での請求となる。ただしネットスーパーでは「セゾンカード感謝デー」は開催されない。
2021年3月の「セゾンカード感謝デー」から、西友・LIVIN・サニーの店舗では、毎月第1・第3土曜日の固定から、毎月開催日を変更して開催する方式に変更された。開催日は毎月20日頃に西友公式サイトと店舗掲示にて告知する。また同時に「セゾンカード感謝デー」での利用は「永久不滅ポイント」付与の対象外とされた。
前述の通り、2021年3月にウォルマートが8割超の西友株を放出し、KKRと楽天DXソリューションが取得した。楽天グループはクレディセゾンと同業のクレジットカード会社である楽天カードを抱えていることから、今後のクレディセゾンとの提携が注目されたが、西友は2022年春から楽天会員向けのサービスを開始するのに先駆けて、同年3月31日をもってクレディセゾンとの提携サービスを終了することを同年1月12日に発表した。2022年4月からは「ウォルマートカード セゾン」に代わり、楽天カードのポイント優遇サービスを開始し、決済方法に楽天Edyを導入するとともに、従来の楽天西友ネットスーパーに加えて店頭でも楽天ポイントカードを導入した。これに伴い、西友オリジナルデザインの楽天カード、楽天Edy、楽天ポイントカードを発行開始した。

## 沿革

### 西武・セゾングループ時代
- 1956年（昭和31年）2月 - 西武百貨店が資本金500万円で西武ストアーを設立。
- 1958年（昭和33年）10月1日 - 西武ストアー1号店土浦店開店[185]。
- 1963年（昭和38年）4月19日 - 資本金2000万円で株式会社西友ストアーとして設立[12]。「西武の友」が由来。
- 1969年（昭和44年）
  - 3月 - マイマートの経営権を取得[14]。
  - 11月2日 - 西友ストアー新所沢店が火災に遭い全焼[186]。
- 1970年（昭和45年）
  - 7月9日 - 「株式会社西友ストアー関西」を設立[17]。
  - 11月 - いとはん（後の北陸ジャスコ）と提携[14][15]。
- 1971年（昭和46年）
  - 3月 - 西友ストアー関西がコマストアーを吸収合併[18]。
  - 10月 - 西友ストアーが60%、魚力が40%出資して、資本金1000万円で株式会社西友ストアー長野（後のエス・エス・ブイ）を設立[11]。
- 1972年（昭和47年） - 西友ストアー北陸を設立[15]。
- 1973年（昭和48年）
  - 6月 - 西友ストアーとして創業10年を期にCIを導入[187]。
  - 9月 - コンビニエンスストア「ファミリーマート」実験第1号店狭山店（1985年に入曽店に改称）を埼玉県狭山市に開店[22][25]。
- 1974年（昭和49年）4月 - 中込百貨店（甲府）と提携[18]。
- 1975年（昭和50年） - 惣菜事業に参入[27]。
- 1978年（昭和53年）3月 - ファミリーマート事業部を発足[25]。
- 1980年（昭和55年） - オリジナルブランドの「無印良品」を開発。後にモダンリビングのトレンドを先取りした「DAIK（ダイク）」なども展開することになる。
- 1981年（昭和56年）
  - 9月1日 - ファミリーマート事業を株式会社ファミリーマートへ譲渡[21]。
  - 5月 - マルナカと業務提携[14]。
- 1983年（昭和58年）
  - 6月 - 株式会社西友に社名変更。「無印良品青山」を開店。同時期にロゴマークも変更。
  - 自由が丘の高級スーパーシェルガーデンに資本参加。以降、広尾、白金台のハウディ西武および大津西武、富山西武の西友運営食品売場をシェルガーデン（現在の「ザ・ガーデン自由が丘」）に転換。
- 1986年（昭和61年） - 資本金2億円で惣菜製造の「若菜」を設立[21]。
- 1988年（昭和63年）
  - 3月1日 - 関西西友を吸収合併[188]。
  - 9月30日 - インターコンチネンタル・ホテルコーポレーションを買収[28]。
- 1990年（平成2年） - 無印良品の営業権を良品計画へ譲渡[26]。
- 1991年（平成3年） - 仙台市のエンドーチェーン（後の東北西友）と業務提携。
- 1992年（平成4年）8月 - 川越食品流通センターが完成[13]。
- 1995年（平成7年）
  - 4月 - 香港を拠点とするデイリーファーム・インターナショナル・ホールディングスと合弁で[189] 株式会社ディエフアイ西友（DFI SEIYU）を設立[190] し、日本初の外資系スーパーマーケット（ディスカウントストア）「ウェルセーブ」を展開。
  - 9月5日 - ウェルセーブ1号店を埼玉県志木市に開店。
  - 西友タイランドを設立[191]。
- 1997年（平成9年）
  - 1月8日 - 株式会社ディエフアイ西友、株式会社ウェルセーブへ社名変更。
- 1998年（平成10年）
  - 2月 - 第一勧業銀行（現・みずほ銀行）の仲介により、ファミリーマート株全2862万株を1350億円で伊藤忠商事に売却し、ファミリーマートの筆頭株主が伊藤忠になる[192]。
  - 2月 - インターコンチネンタル・ホテルズ・アンド・リゾーツ（ICHR）を英国のバス社に29億米ドルで売却[33]。
  - 3月 - 食料品・日用雑貨のプライベートブランド「エスリボン」を廃止し[193]、食料品・日用雑貨のプライベートブランド「西友ファインセレクト」を発売[194]。
  - 10月28日 - 百貨店業態「西武」の名称に替わる新生活百貨店「LIVIN（リヴィン）」1号店である光が丘店が開店[195]。
  - 上期 - 錦糸町西武やウェルセーブなど、関係会社9社を清算[30]。

### 住友商事と提携
- 2000年（平成12年）
  - 4月 - 住友商事と業務・資本提携し、筆頭株主となる[39]。
  - 5月1日 - 「西友ネットスーパー」を開業[42]。
  - 9月1日 - 九州8店を分社化し、九州西友を設立[41]。
- 2001年（平成13年）
  - 3月1日[45] - 北海道内11店舗を分社化し、北海道西友を設立[46]。
  - 3月1日 - 西友フーズの事業を本体に統合[196]。
  - 3月31日 - ムジ・ホンコンを設立[197]。
  - 6月1日 - エンドーチェーンを東北西友に社名変更[198]。
  - 7月23日 - マーサ・スチュワート・リビング・オムニメディアと商品開発・出版事業について提携[199]。
  - 8月21日 - エス・エス・コミュニケーションズの株式の80%を角川書店（現・KADOKAWA KEY-PROCESS）に譲渡[200]。
  - 8月28日 - 福岡の百貨店岩田屋が保有する地場スーパーサニーの株式を買収し、傘下に収めることを発表[52]。
  - 9月12日 - 金融子会社トーキョー・シティ・ファイナンス・アジアを解散[201]。

### ウォルマート傘下入り
- 2002年（平成14年）
  - 3月14日 - アメリカ合衆国のウォルマート・ストアーズと包括的提携をすると発表[202]。ウォルマートが筆頭株主に。
  - 5月 - 東北若菜を設立[203]。
  - 9月 - 東北若菜仙台工場を竣工[203]。
  - 元町店（現・元町北二十四条店）・狭山市駅前店で偽装肉返金事件が発生[204]。
- 2003年（平成15年）
  - 6月16日 - 西友タイランドを解散し、タイでの事業から完全撤退[191]。
  - 7月1日 - エス・エス・ブイを株式交換で完全子会社化して上場廃止[82]
  - 8月30日 - 第三者割当増資によりウォルマートの出資比率が37.8%となる[205]。
  - 9月30日 - リウボウインダストリーやリウボウストアーの株式を全て売却して資本提携を解消[84]。これにより沖縄県から撤退。
- 2004年（平成16年）
  - 1月16日 - グループ3社で約1,600人の希望退職による人員削減を行うことを発表[69]。
  - 4月1日 - 系列SM5社を実質経営統合して地域毎の店舗運営の共同運営を開始[83]。
  - 4月7日 - スーパーセンター第1号店として沼津店を開店[74]。
  - 6月1日 - 株式交換でサニーを完全子会社化[86]。
- 2005年（平成17年）
  - 10月7日 - リチャージ可能なプリペイドカード「SEIYU ショッピングカード」導入。
  - 12月21日 - ウォルマートが発行済み株式の過半数を取得し、子会社となる[88]。
- 2007年（平成19年）
  - 10月8日 - グループ会社を含め450人規模の早期退職者を募集開始[92]。
  - 12月5日 - ウォルマートがしてTOBにより全株式の95.1%を取得。
- 2008年（平成20年）
  - 4月19日 - 上場廃止。
  - 4月25日 - ウォルマートの完全子会社となる[93]。
  - 7月1日 - 北海道西友、東北西友、九州西友、エス・エス・ブイ、サニーの5つの地域子会社を本体に吸収合併。
- 2009年（平成21年）
  - 3月1日 - 中間持株会社「ウォルマート・ジャパン・ホールディングス合同会社」の完全子会社へ移行[98]。
  - 9月1日 - 合同会社に改組[99]。
- 2010年（平成22年）10月1日 - ウォルマートを冠したクレジットカードの発行を開始[175]。
- 2011年（平成23年）
  - 3月 - ネットスーパーを札幌と福岡で開始[206]。
  - 5月 - ネットスーパーを東海と関西で開始[206]。
  - 8月29日 - ネットスーパーを長野県で開始[207]。
  - 9月15日 - ネットスーパーを宮城県で開始[208]。
- 2012年（平成24年）
  - 7月1日 - 全店で一斉にレジ袋を有料化し、マイバッグ持参による値引きを廃止[209]。
  - 12月7日 - 新プライベートブランド「みなさまのお墨付き」「きほんのき」発売[210]。
- 2013年（平成25年）
  - 1月 - 欧州の加工食品の直輸入を開始[111]。
  - 6月27日 - DeNAと提携し[211][212]、店舗配送を基盤に運営する「西友ネットスーパー」と、センター配送を基盤に運営するネットショッピング（Eコマース）サイト[213] を「SEIYUドットコム」として統合[214]。
  - 7月27日 - この日開業の新長田店（兵庫県神戸市長田区）で新たなロゴマークを導入。
- 2014年（平成26年）
  - 10月30日 - 不採算店30店舗の閉鎖と既存店舗50店舗の改装を発表[215]。改装店舗は新ロゴへ変更、基本的に直営売場を食品主体に再編した。
- 2015年（平成27年）
  - 8月5日 - SEIYUドットコム内のネットショッピング「配送センター便」を「SEIYU倉庫館」にリニューアル。
  - 8月24日 - 「SEIYU倉庫館」で第1類医薬品の販売を開始。
  - 11月1日 - 親会社「ウォルマート・ジャパン・ホールディングス」が合同会社から株式会社に改組[100]。西友およびその子会社である、若菜、西友リテールサポート、西友サービス、西友プロキュアメント、ニジコムの会社形態は変更されない[216]。
- 2017年（平成29年）
  - 1月1日 - 西友リテールサポートを吸収合併[217]。
  - 5月24日 - ネットショッピング「SEIYU倉庫館」を再度リニューアル、「ビッグセーブ」に名称変更。
- 2018年（平成30年）
  - 1月1日 - 若菜を吸収合併[218]。
  - 1月26日 - ウォルマートが楽天との提携を開始。ネットスーパー「SEIYUドットコム」をリニューアル、西友と楽天が共同出資で新会社を設立し「楽天西友ネットスーパー」として運営することを発表[118][219]。それにともないDeNAとの提携を解消[119]。
  - 1月31日 - 「SEIYUドットコム」内のネットショッピング「ビッグセーブ」、当日受付分をもってサービス終了[220]。
- 2019年（平成31年/令和元年）
  - 9月1日 - PayPayを導入、西友では初のQRコード決済に対応[221]。
- 2020年（令和2年）
  - 11月17日 - ウォルマートが保有する西友株式の85%を売却、米投資ファンド（バイアウト・ファンド）のコールバーグ・クラビス・ロバーツ（KKR）が65%、楽天が新たに設立する子会社が20%取得予定と発表[121][131]。
  - 12月1日 - 楽天ペイ、LINE Payを導入[222][223]。
  - 12月28日 - 西友CEOがリオネル・デスクリーから大久保恒夫に交代すると発表[139]。

### 西友ホールディングス
- 2021年（令和3年）
  - 3月1日 - 前年の発表どおりウォルマートが西友株式を売却[5]。KKRが65%、KKRと楽天が2021年1月に設立した子会社の楽天DXソリューションが20%の株式を取得。ウォルマートも引き続き15%の株式を保有。同日付で大久保恒夫がCEOに就任[5]。ウォルマート・ジャパン・ホールディングス株式会社が株式会社西友ホールディングスに商号変更[148]。
  - 12月31日 - 株式会社西友ホールディングスが株式会社SYホールディングスを吸収合併[148]。
- 2022年（令和4年）
  - 1月6日 - 西友が合同会社から株式会社へ組織変更[149]。
  - 3月31日 - クレディセゾンとの提携を終了[224]。
  - 4月1日 - 楽天カードのポイント倍付けサービスを開始。
  - 4月5日 - 楽天Edyの決済サービスを開始。
  - 4月26日 - 店頭でも楽天ポイントカードのサービスを開始。
- 2023年（令和5年）
  - 5月8日 - 赤羽店および同店舗に併設されていた本社が再開発により閉鎖されたことに伴い、本社を吉祥寺・大森・蕨の3拠点へ分散・移転。登記上の本社（本店）は、吉祥寺オフィス[225]。
  - 5月31日
    - 「SEIYU ショッピングカード」「SEIYU マネーカード」の取り扱いを終了[226]。
    - 楽天グループが保有している西友ホールディングス株式をKKRに譲渡。楽天グループとの協業は継続される[150][227]。

  - 12月20日 - 楽天西友ネットスーパー株式会社が楽天の完全子会社となる。本合弁解消により、西友は実店舗を起点とする店舗出荷型ネットスーパー事業の単独運営に移行[228]。
- 2024年（令和6年）
  - 4月2日 - 札幌市内の店舗をイオン北海道に売却する契約を締結[152][153]。
  - 4月3日 - 九州の店舗をイズミに売却する契約を締結[229][230]。

### 西友ホールディングス解散後
- 2024年（令和6年）
  - 6月4日 - 西友を存続会社として西友ホールディングスを吸収合併[151]。
  - 8月1日 - 九州の69店舗をイズミの連結子会社ゆめマート熊本に継承し、九州から撤退[229][230][156]。
  - 8月7日 - 楽天西友ネットスーパー株式会社を楽天マート株式会社に商号変更。2024年9月25日より倉庫型ネットスーパー事業を「楽天マート」に改称[231]。
  - 10月1日 - 札幌市内の9店舗をイオン北海道に継承し、北海道から撤退[152][153][158]。
- 2025年
  - 3月5日 - KKR、ウォルマートがトライアルホールディングスと株式譲渡契約を締結[170][171]。
  - 7月1日 - トライアルホールディングスにより完全子会社化[170][171][10]。

## ロゴマーク
- 初代：西武鉄道の社章を流用していた。2代目制定後も社章として引き続き使用された[187]。
- 2代目：1973年6月より使用[187]。赤地に「S」をモチーフにしたデザイン。
  - 創業10周年を迎え、ナショナルチェーン化を進めるにあたり新たなCIとして制定された[187]。ローマ字の「SEIYU」のロゴマークは後に3代目で使われるタイプに変更された。デザインは帆足実生[187]。
  - 『セゾンの歴史 変革のダイナミズム』には下部のように綴られている。

消費者の日常生活に密着した西友ストアーの企業イメージを、生命を生み出す物質としての「水」でとらえ、イニシアルのSを流れるようにデザインしたものであった。シンボルカラーは、高い視認力、強い視覚的なインパクトといった点から明るい赤が選ばれた。（『セゾンの歴史 変革のダイナミズム』402頁）
- 3代目：1983年より使用。

三代目

  - 創業20周年と株式会社西友への社名変更を機に変更。
  - 赤地の長方形に「SEIYU」とアルファベット表記され、漢字の「西友」のロゴマークが入る場合は青地で下部に入った[232]。シンボルロゴタイプで使われたものは、長方形の赤い枠線に「SEIYU」と入っていた[232]。
  - デザインは松永真、アートディレクターは田中一光[232]。
- 4代目：2013年7月より使用。
  - 3代目のマイナーチェンジであり、赤い正方形の外に「SEIYU」（フォントは3代目と同じ）の文字が併記されている。黒字に白文字、白地に黒文字の2パターンの配色がある。

## 運営形態
- 西友
西友は同じ屋号でも以下のような複数の業態が存在している。
  - 総合スーパー（GMS・大型店）
  - スーパーマーケット
  - スーパーセンター - ウォルマート流のワンフロア店舗[233]。沼津店[74]、浜北店の2店舗のみが該当。
  - 西友ネットスーパー

- リヴィン（LIVIN）- 「新生活百貨店」[54]。かつて西友の百貨店業態「○○（地名）西武」として出店していた大型店舗。
- ショッピングセンター
  - ザ・モール - 総合スーパーを核店舗とする[234] コミュニティ型モール。郊外型の大型ロードサイド店舗。
  - 西友楽市 - 食品スーパーを核店舗とする[234] ネイバーフッド型SC[235]。

### 過去の業態
- DAIK - 都市型ホームセンター・生活雑貨店[236]。リヴィンや一部の西友店舗にも存在した。DAIK店舗は2020年現在、「住まいと暮らし館」などといった直営売り場として存在。深沢店（2021年12月19日閉店）は西友名義のホームセンターとして営業した。
- 西武店 - 西武百貨店の名称・意匠を借りた百貨店業態店舗（百貨店事業部→SEIBU事業部→大型店事業部運営）。西武百貨店へ一部店舗の譲渡を経た後、当該店舗はLIVINに転換（詳細はリヴィンを参照）。
  - SEIYO - 仙台店のみ。「西武店」と同じ事業部運営店舗だった。
- 無印良品 - 1980年にプライベートブランド（PB）商品として誕生。無印良品事業部運営のあと、本社から「良品計画」として分離・独立（詳細は良品計画を参照）。
- ファミリーマート - 元は西友のコンビニエンスストア業態として始まった（詳細はファミリーマート（企業）を参照）。
- フードプラス - 広い面積のワンフロアの売り場に、スーパーマーケットやドラッグストア、ホームセンターを導入したスーパースーパーマーケット（SSM）形態。藤枝店を皮切りに、新座店などに出店[237][238]。現在はいずれも西友名義に変わっている。

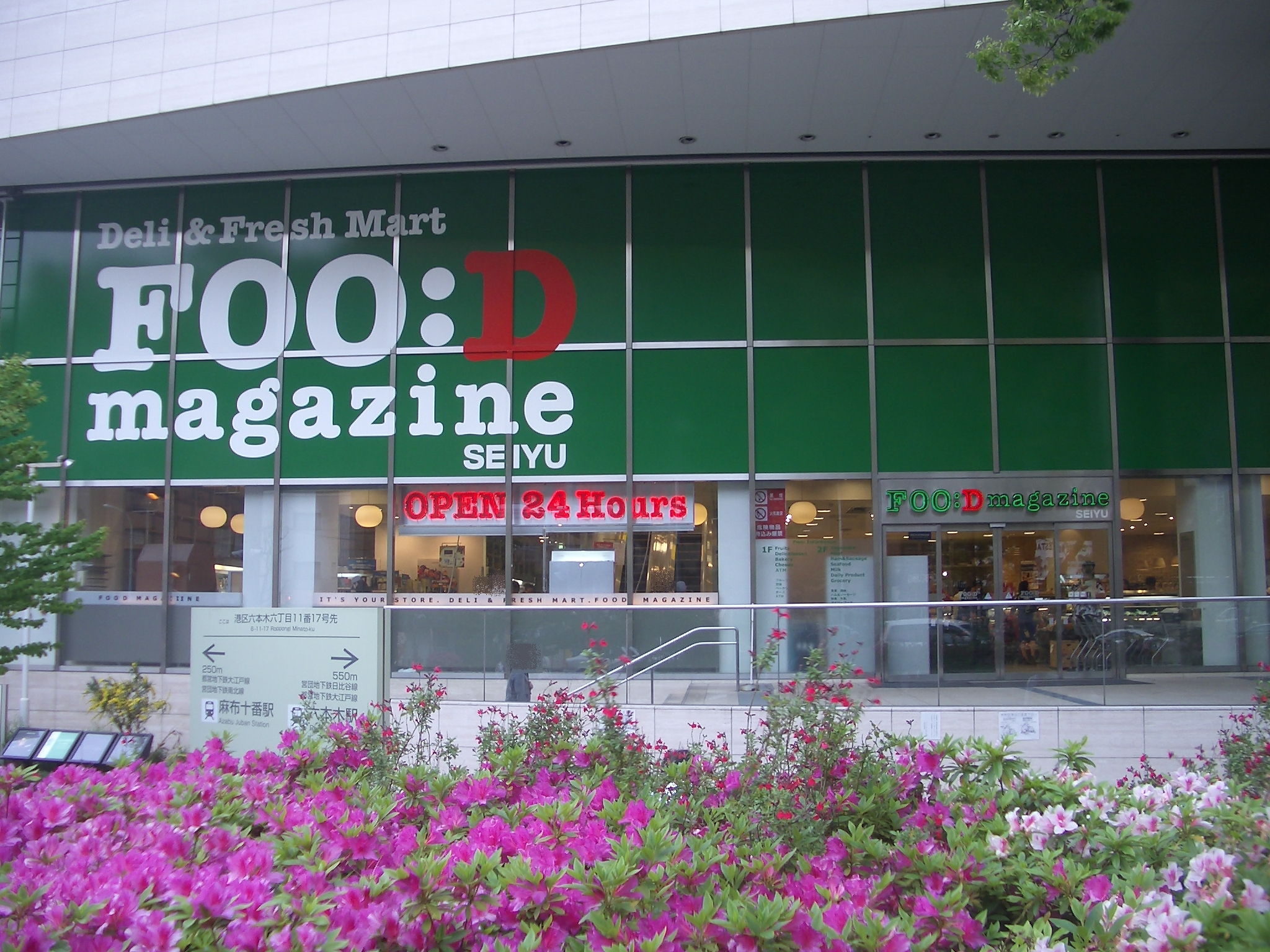
フードマガジン六本木ヒルズ店

- フードマガジン - 2001年（平成13年）11月28日に開店した六本木店を皮切りに出店していた都市型スーパーマーケット[239]。2002年（平成14年）10月に既存店を業態転換した浜田山店[240] も存在したが、後に浜田山は西友に再転換、六本木ヒルズ店は2011年（平成23年）8月に閉店して[113] 当事業から撤退した[112]。
- デイリーフーズICHI - 川崎西武や浅草ROXに出店していたスーパーマーケット業態。
- サニー（SUNNY） - 福岡県・熊本県・佐賀県・大分県で展開するスーパーマーケット。地場スーパーマーケットを買収後、屋号を継承し運営。2024年8月1日付でゆめマート熊本に継承。

## システム
店舗や商品を管理するシステムもウォルマートから導入している。
- スマートシステム - 店頭商品を単品管理する店舗情報管理システム[71]。リテールリンクと組み合わせて、自動発注などが行えるとされる。
- リテールリンク - 取引先も参加する商品情報管理システム[71]。納入業者と在庫などの情報を直接共有し、店舗での販売機会損失ロス（在庫切れ）を回避したり、過剰な在庫を抱えないよう在庫のコントロールを担っている。

POSシステムは、ウォルマート傘下入り当初はIBM製を使用していたが、順次NECプラットフォームズ製に切り替えられている。
2009年頃と早期からセルフレジ「スグレジ」を導入しており、のちに電子マネーやQRコード決済に対応した新機種に代替されている。初期には客が商品スキャンと支払いまで全ての操作を行うフルセルフレジを導入し、有人レジの他にコーナーを設けて設置していたが、機器更新に伴い、スキャンは店員が行って支払い操作のみ客が行うセミセルフレジが導入され、従来の有人レジに設置されている。
2018年9月27日に開店した東大宮店（さいたま市見沼区）では、西友では初となるスマホレジ「スマホ de レジ」を導入した。これはスマートフォンの専用アプリとセルフレジを連動させ、客が買い物しながらアプリで商品バーコードをスキャンし、セルフレジで一括会計するシステム。東大宮店は2017年3月に閉店した旧店舗を建て替えたもので、建て替えと新店舗開店に合わせて試験的に導入した。

## プライベートブランド
プライベートブランド (PB)は、ウォルマート傘下入りした後、それまでの「西友ファインセレクト」からウォルマートのPB「グレートバリュー（Great Value）」へ切り替えられた。さらにウォルマートの既発製品も導入し、アメリカ直輸入の「Great Value」製品や低価格な中国製日用品（トイレットペーパーなど）や腕時計、ポータブルCDプレーヤーなどの家電製品も販売された。
またウォルマートグループのファストファッションブランドも導入された。
2009年には「SEIYU FASHION PROJECT」として「George」のラインナップ強化を図った。
しかし日本においては、食料品の量（アメリカ式の大容量）や味の嗜好、海外との流行やファッションセンスの相違、低価格でも品質や安全性を重視する消費者の志向などに合わなかったことから、ウォルマート流をそのまま持ち込んだだけでは日本市場で定着しなかった。そのため西友では、2012年から独自PBとして「みなさまのお墨付き」と「きほんのき」を新規開発し、「グレートバリュー」は直輸入品などの一部を除き、順次取り扱いを終了することとなった。
日本国外のウォルマート店舗でも、一部で西友オリジナルPB商品の取り扱いがあり、ハワイ州ホノルルの日本人客が多いエリアの店舗や、日本製品の人気が異常に高い中国の店舗でも取り扱っている。
西友オリジナルのプライベートブランド
- みなさまのお墨付き
  - 品質を重視した独自PB。2012年12月7日発売[245]。
  - ウォルマート傘下のイギリスのスーパーマーケット「アズダ」の手法を参考に、第三者機関が実施する消費者調査で高評価を得た物のみを商品化する。高評価の基準は当初は支持率70%以上だったが、のちに80%以上に引き上げられた。
  - ラインナップは当初は食料品のみだったが、2016年春の新商品に「トイレそうじシート」「ペットシーツ」があり、日用品やペット用品にも拡充された。
  - 定期的に新製品が発売される一方、発売後にも消費者調査が繰り返され、低評価となった商品は製造・販売を終了し、ラインナップを刷新している。
  - 前述したトライアルホールディングスの子会社化に伴い、2025年秋口から「トライアル」への展開も行われる予定で、当社未出店・撤退済の地域を含め、「トライアル」の店舗網を通じて全国展開化される予定である[10]。

- きほんのき
  - 低価格を重視した独自PB。2012年（平成24年）12月7日発売。
  - 定番商品をいつでも安く買えるよう、商品入れ替えサイクルは「みなさまのお墨付き」に比べて抑えられている。
  - ラインナップは日用消耗品やペット用品など、生活用品の比率が高くなっている。100円ショップやドラッグストアで取り扱われるカテゴリーの商品が多く、低価格で他社店舗に対抗している。
  - 導入当初は食料品の設定も有ったが2022年には食料品は廃止されている。

- 食の幸 - 初代は1984年（昭和59年）発売[21]。2023年4月に再度発売。
  - 食の安全に配慮した生鮮食品のPBで、生産から販売までの一貫管理体制構築、明確な栽培・飼育管理により、安心で美味しく手頃な価格の食品を目指した[246] 。
  - 一度は廃止されたが2023年4月に再び食の幸の展開を開始している[247]。

- 西友ファインセレクト - 初代は2000年（平成12年）3月発売[193]。2代目は2024年4月発売[248]
  - 食料品・日用雑貨のPBで[194]、米アソシエイツ社と共同開発した[193]。
  - 2004年（平成16年）11月時点で、ラインナップはで約500品目あった[249]。
  - 2024年4月に再び西友ファインセレクトの使用を再開。初代のようなプライベートブランドはみなさまのお墨付きが該当し、輸入品や国内のローカル商品に銘打たれている。

ウォルマートのプライベートブランド
過去のプライベートブランドを含む。
- グレートバリュー - 2004年（平成16年）導入。加工食品や飲料などのウォルマートのPB[78]。
  - ウォルマート基準によるもので、直輸入品に加え、食品を中心に「西友ファインセレクト」からの移行による西友オリジナル品（チーズ類など）も存在していた。
  - 2012年に上記の「みなさまのお墨付き」「きほんのき」を導入後は西友オリジナル品をそちらへ移行し、グレートバリューは輸入品のみのラインナップとなった。
- シンプリーベーシック - 2004年（平成16年）導入。ファミリーカジュアル衣料品のウォルマートのPB[78]。
- G - 2004年（平成16年）より導入。ヨーロピアンカジュアル衣料品のウォルマートのPB[78]。
- メアリー&ケイト - 2004年（平成16年）導入。ティーンズ向けアメリカンカジュアル衣料品のウォルマートのプライベートブランド[78]。
- キッドコレクション - 2004年（平成16年）導入。玩具のウォルマートのPB[78]。
- George（ジョージ） - ウォルマートがグローバル展開する、「アズダ」のファストファッションブランド[243]。
- エクストラスペシャルワイン - 2008年（平成20年）末に導入。「アズダ」のPBワイン[250]。

### 過去のプライベートブランド
- 西友ライン - 1971年（昭和46年）発売。西友初のPB[21]。
- 無印良品 - 1980年（昭和55年）12月5日発売[21]。
  - 西友のPBとしてスタートした[21]。発売当時のキャッチフレーズは「わけあって、安い。」[251]。スーパーマーケットのPBのイメージを塗り替え、高品質でシンプルかつファッション性の高いブランドとして1980年代から大流行した。
  - 良品計画として西友から独立し、セゾングループ解体後も会社存続。現在も西友やパルコの店舗に多数テナント出店する（詳細は良品計画を参照）。
- 故郷銘品 - 1981年（昭和56年）発売[21]。
- 主婦の目商品 - 1983年（昭和58年）発売[21]。
- エスリボン - 食料品・日用雑貨のPB。2000年（平成12年）3月に廃止され「西友ファインセレクト」へ置き換えられた[193]。
- 西友ファインセレクト - 2000年（平成12年）3月発売[193]。
  - 食料品・日用雑貨のPBで[194]、米アソシエイツ社と共同開発した[193]。
  - 2004年（平成16年）11月時点で、ラインナップはで約500品目あった[249]。

## 店舗
2014年（平成26年）10月末時点で、373店で展開をしていた が、2018年（平成30年）5月時点で335店となった。2024年（令和6年）8月1日時点で九州地区からの撤退により254店に減少し、同年10月1日時点で北海道からの撤退により243店となった。北海道、青森県、岩手県、秋田県、山形県、栃木県、新潟県、北陸3県、山梨県、三重県、和歌山県、中四国9県、九州7県、沖縄県には店舗がない。かつては北陸3県、山梨県、和歌山県、山口県にも出店していた事があったが閉店しており、前記のように2024年に北海道と九州（福岡県、佐賀県、長崎県、熊本県、大分県）からも撤退している。
九州地区では2021年4月29日の福岡県・春日店のサニーへの転換に伴い、2024年7月31日の九州地区撤退時点で西友ブランドは長崎県内の2店舗を残すのみとなっていた。この2店舗はゆめマート熊本に移管後も暫定的に西友ブランドを維持していたが、西友道の尾店が2024年11月1日に、西友長崎駅店が2025年2月1日に「サニー」へそれぞれ屋号を変更した。これをもって西友は九州から完全に消滅した。
- 2024年10月1日現在（以下同じ）の最北端店舗：吉岡店（宮城県黒川郡大和町）
- 現在の最東端店舗：汐見台店（宮城県宮城郡七ヶ浜町）
- 現在の最西端店舗：新長田店（兵庫県神戸市）
- 現在の最南端店舗：千代田店（大阪府河内長野市）

### 主な現行店舗
現行店舗については、西友公式サイト店舗検索を参照。

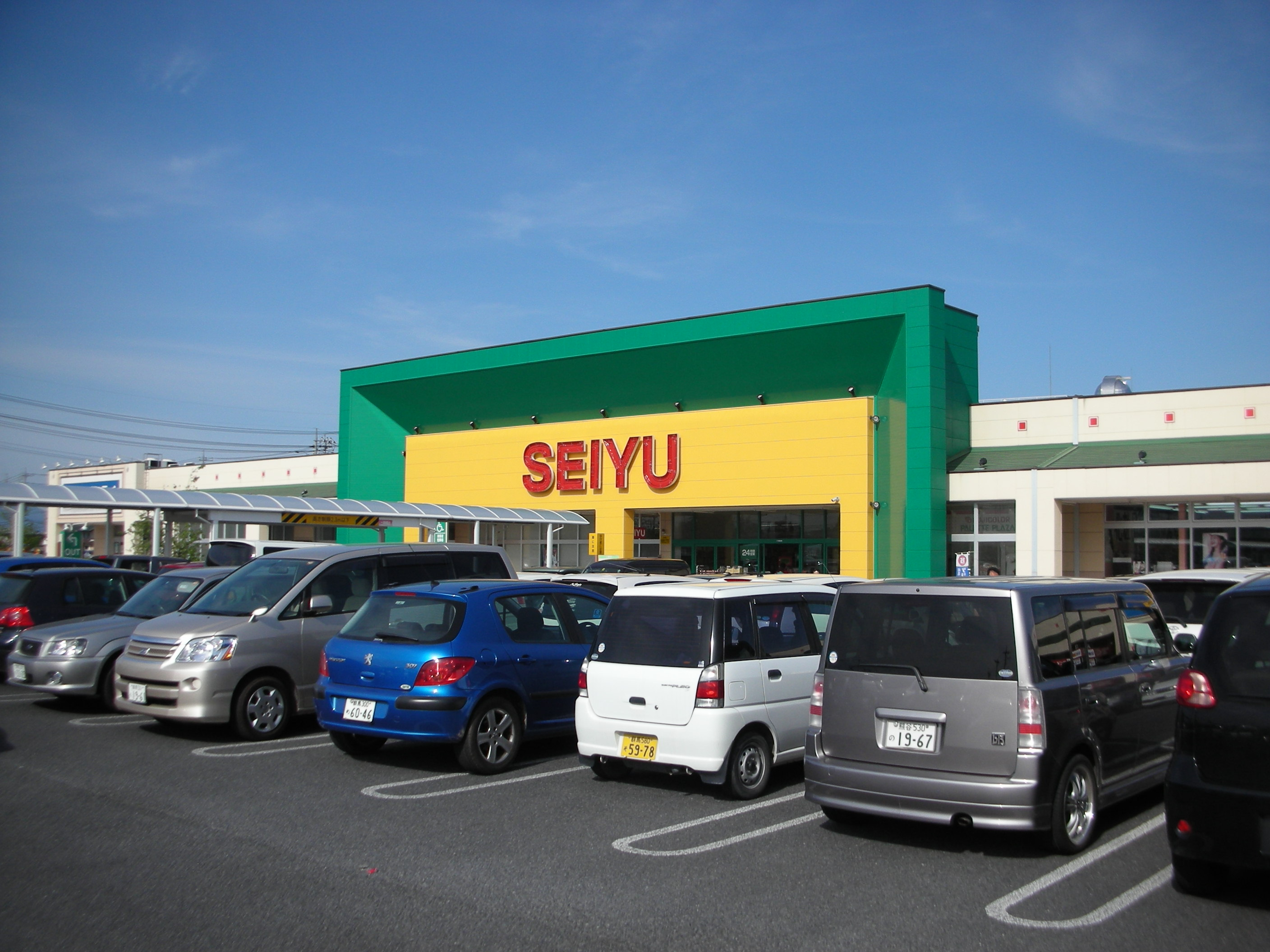
楽市伊勢崎茂呂店 （群馬県伊勢崎市）
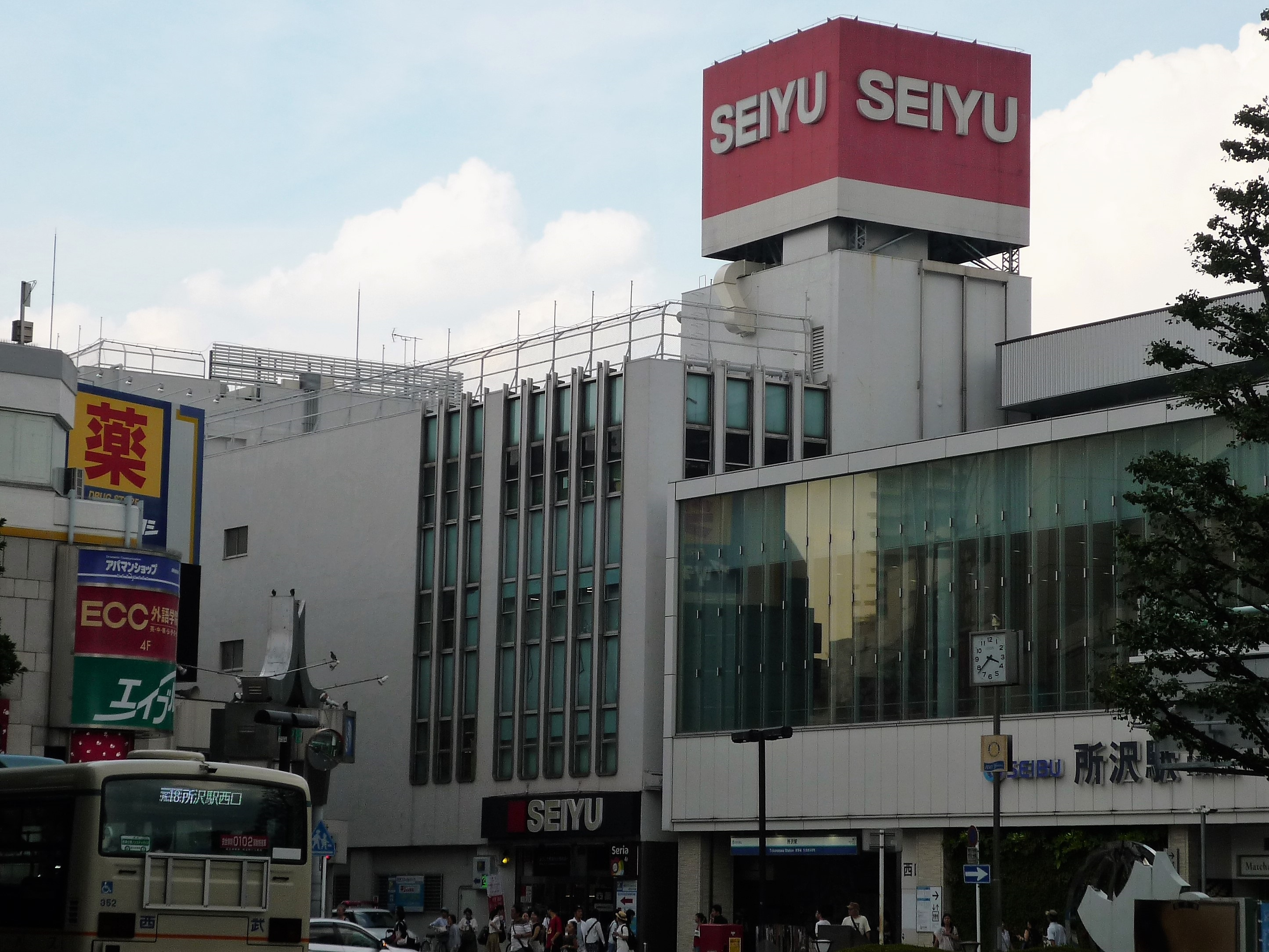
所沢駅前店 （埼玉県所沢市）
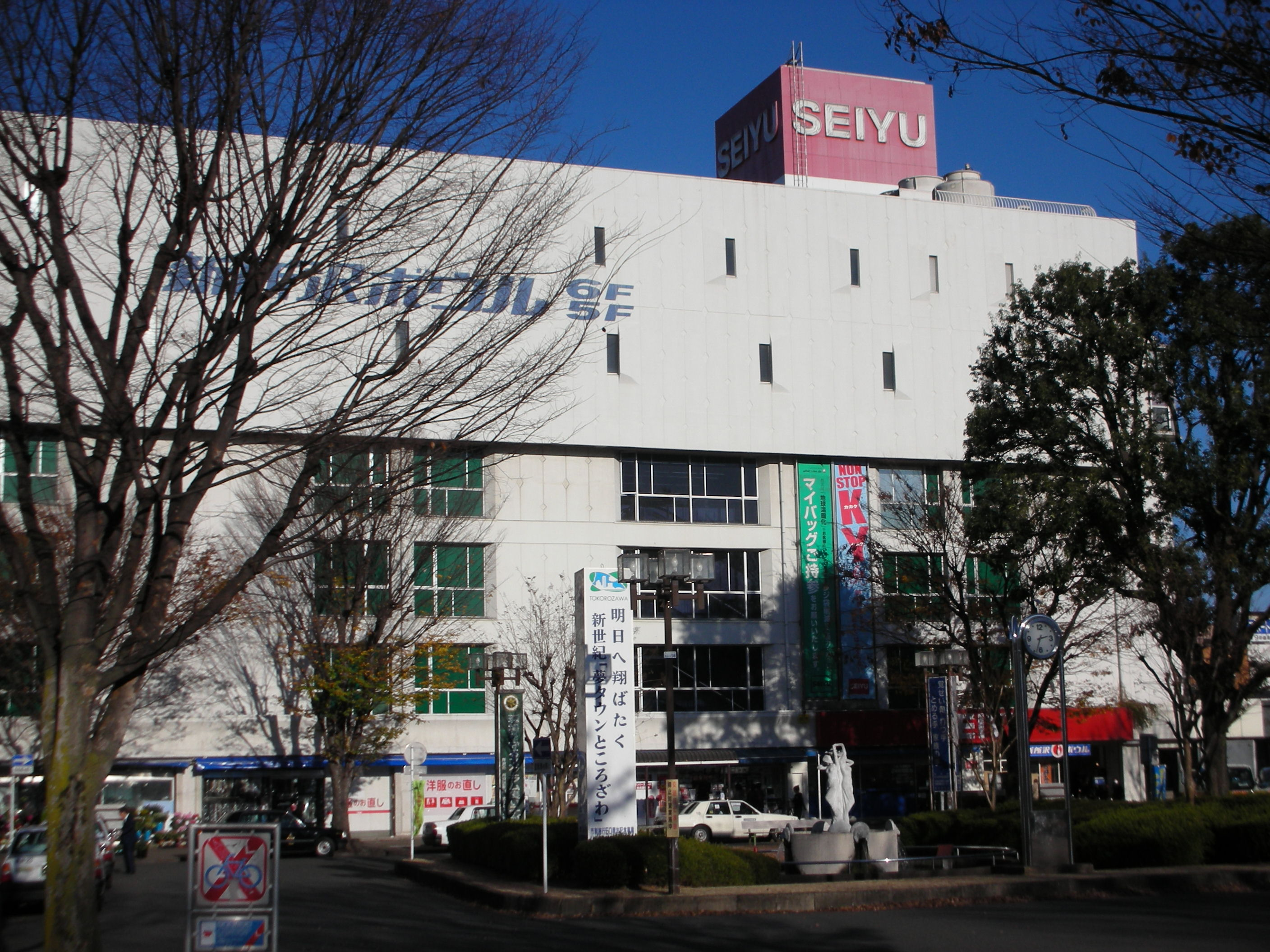
新所沢店 （埼玉県所沢市）
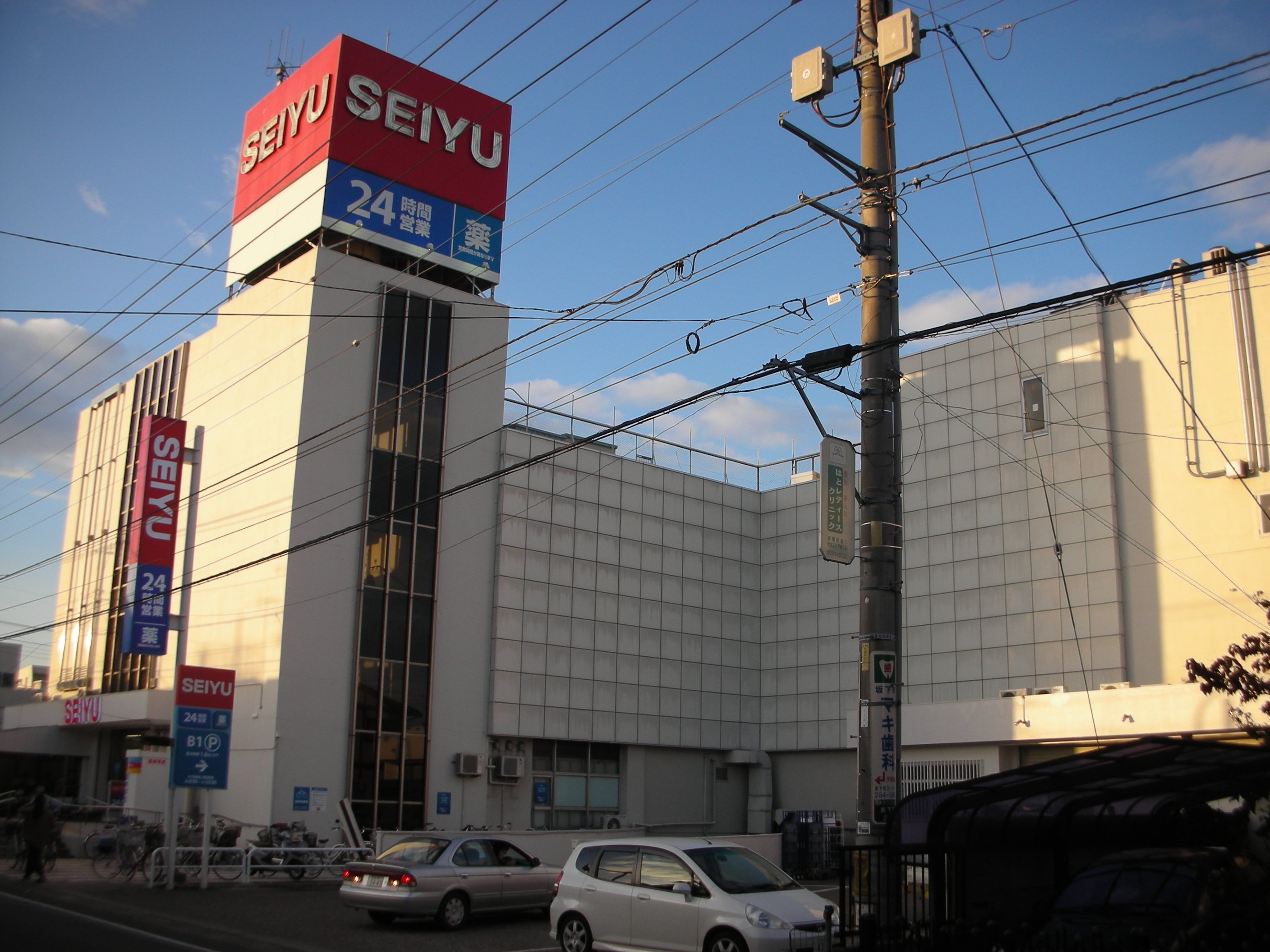
鳩ヶ谷店 （埼玉県川口市）
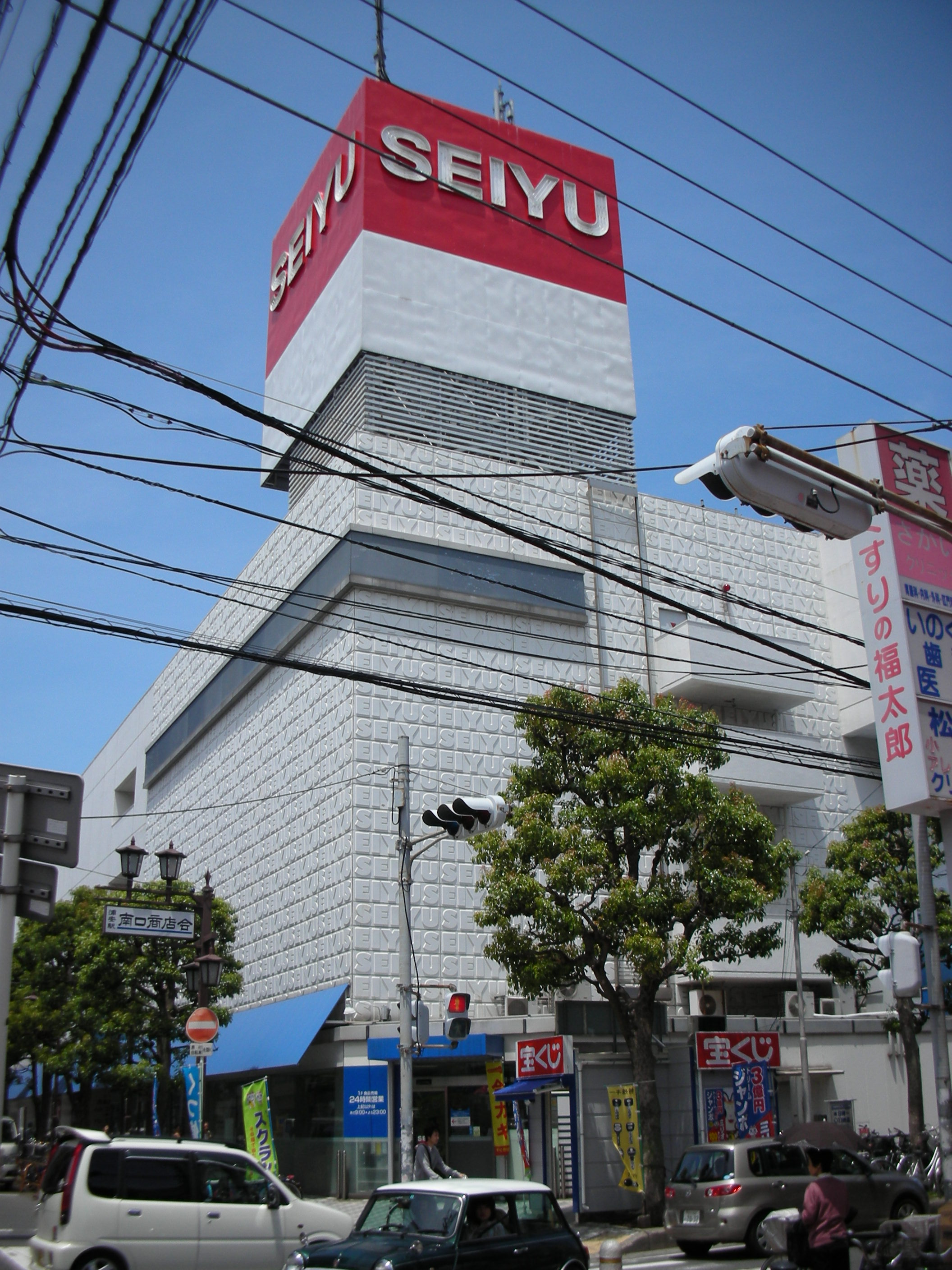
浦安店 （千葉県浦安市）
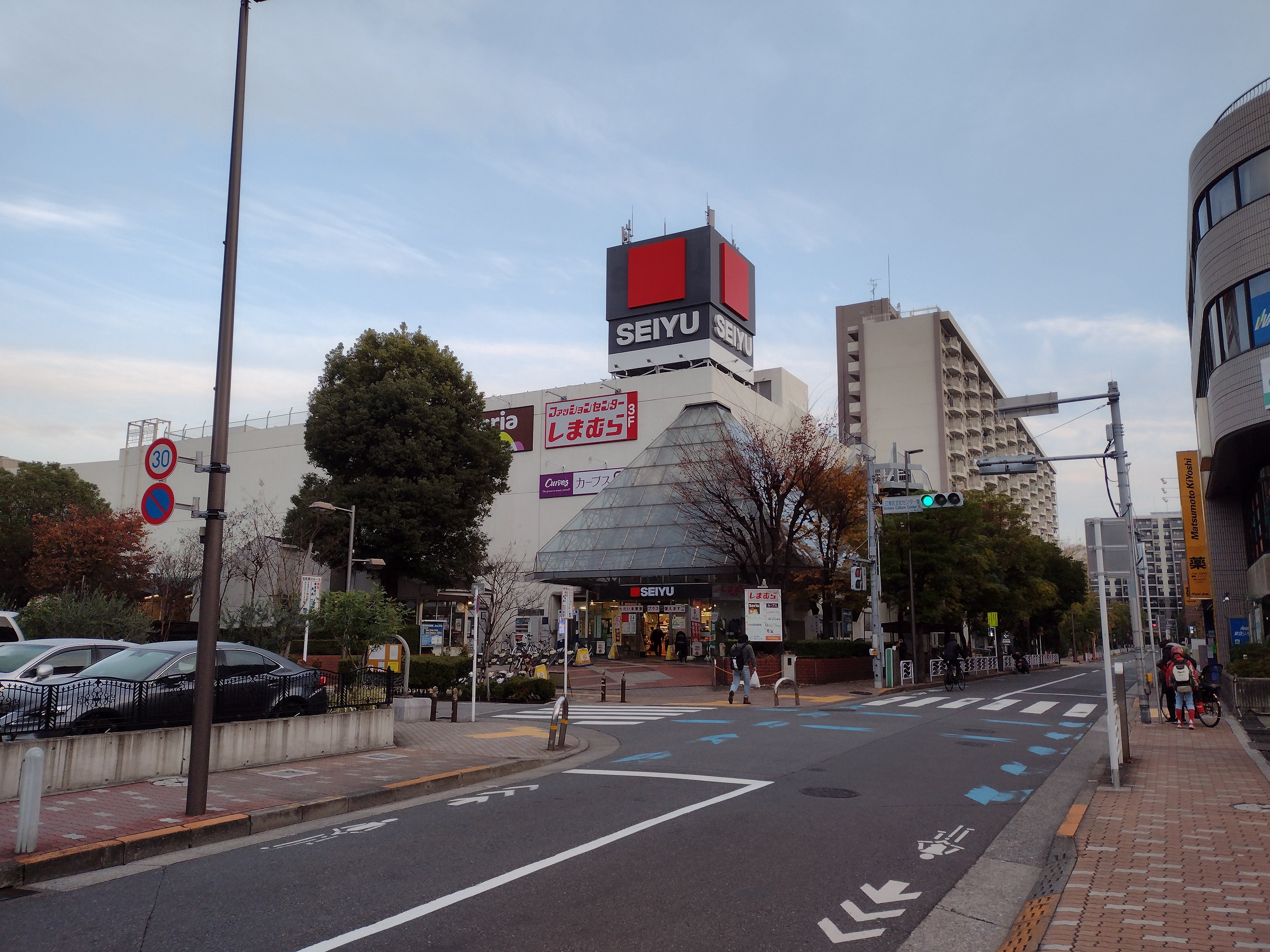
東陽町店（東京都江東区）
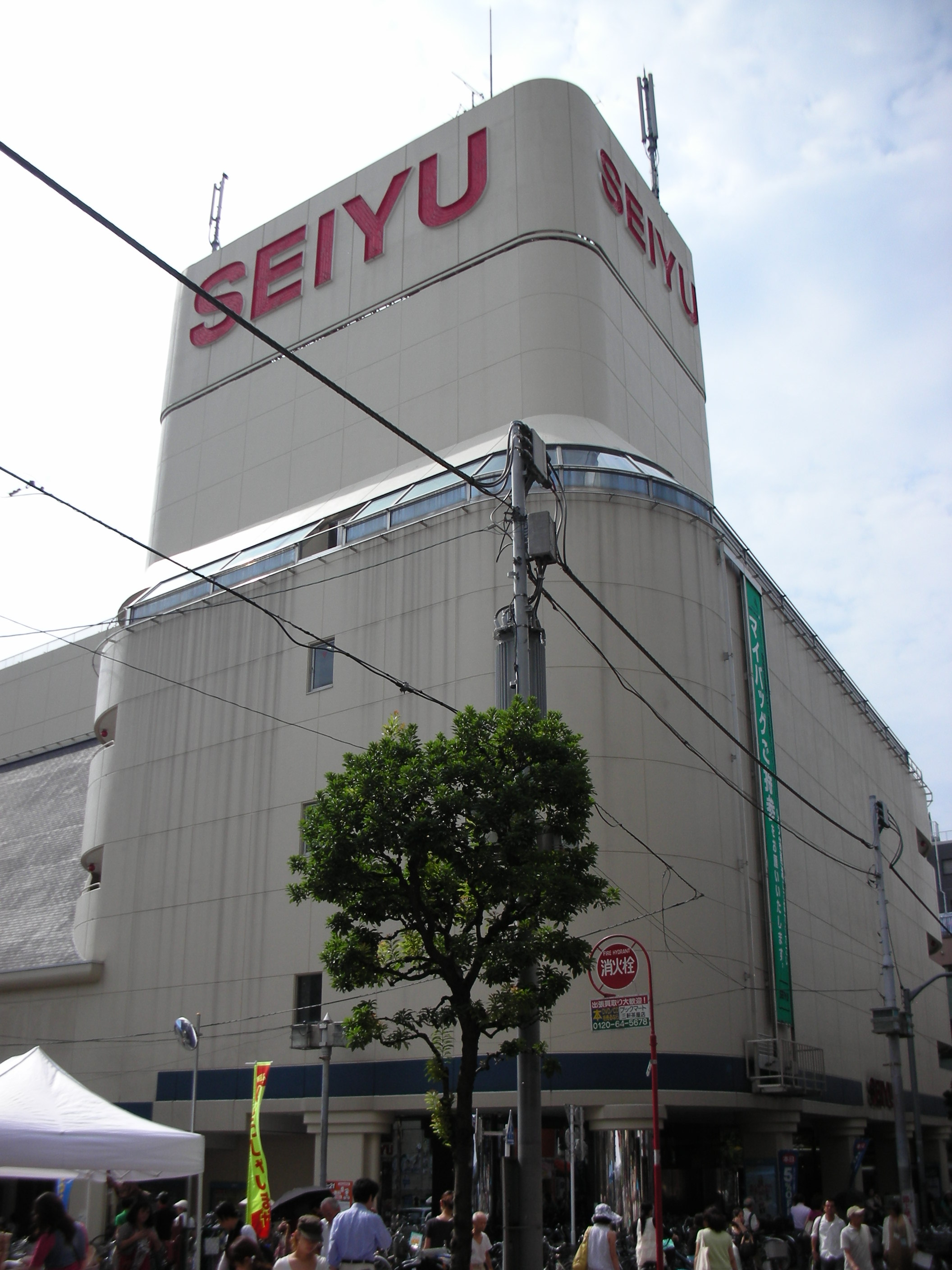
三軒茶屋店 （東京都世田谷区）
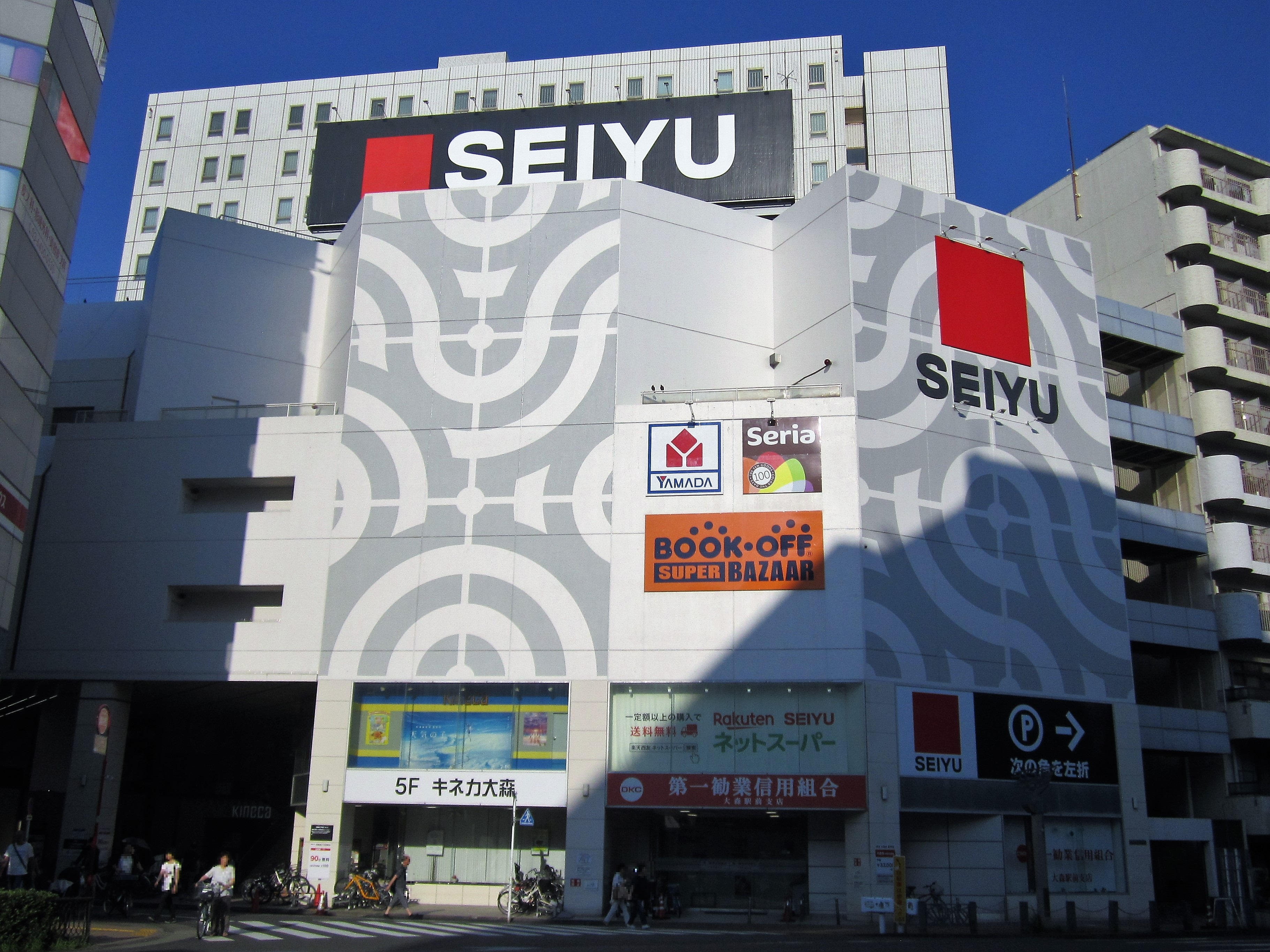
大森店 （東京都品川区）
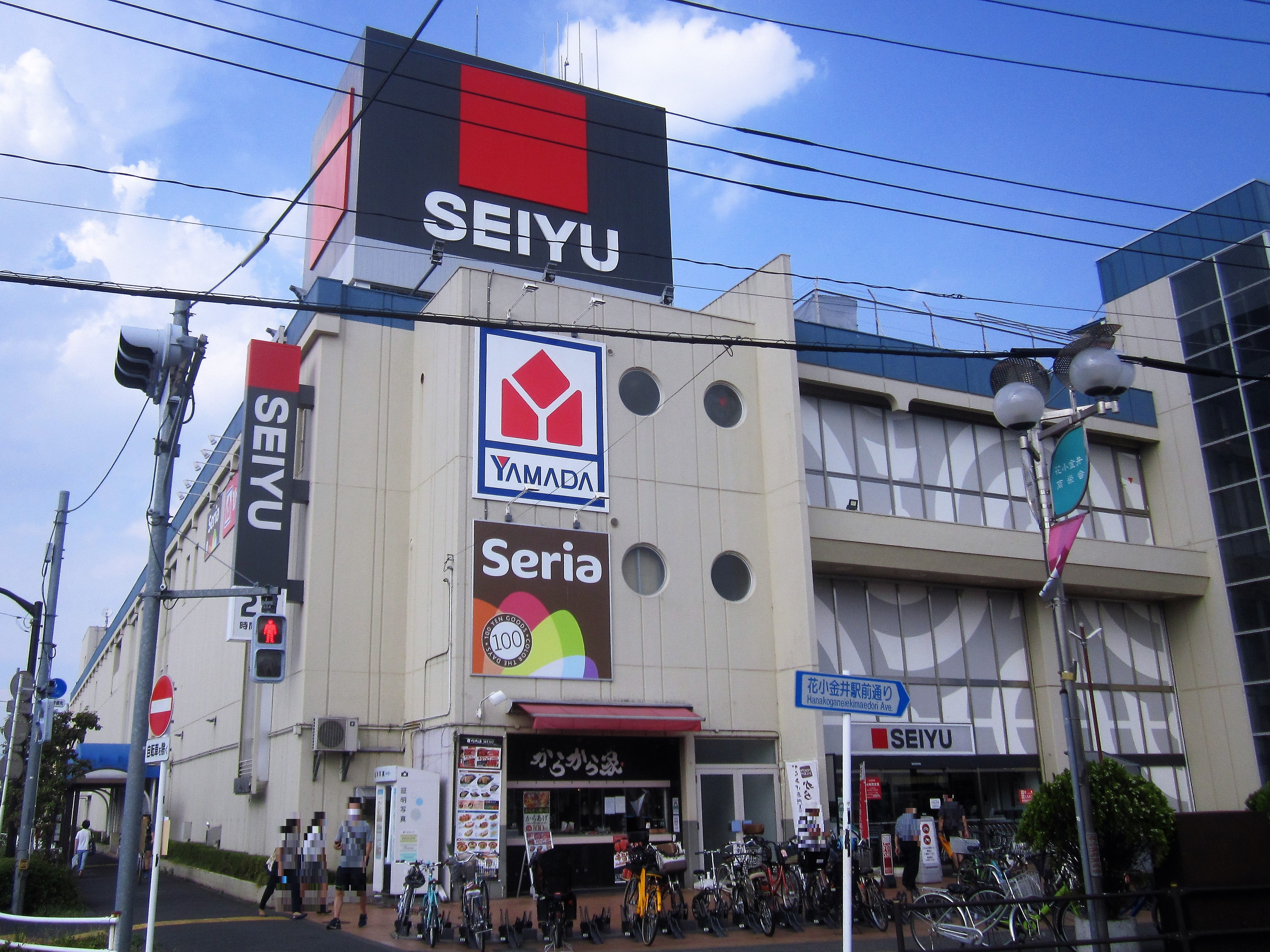
花小金井店 （東京都小平市）
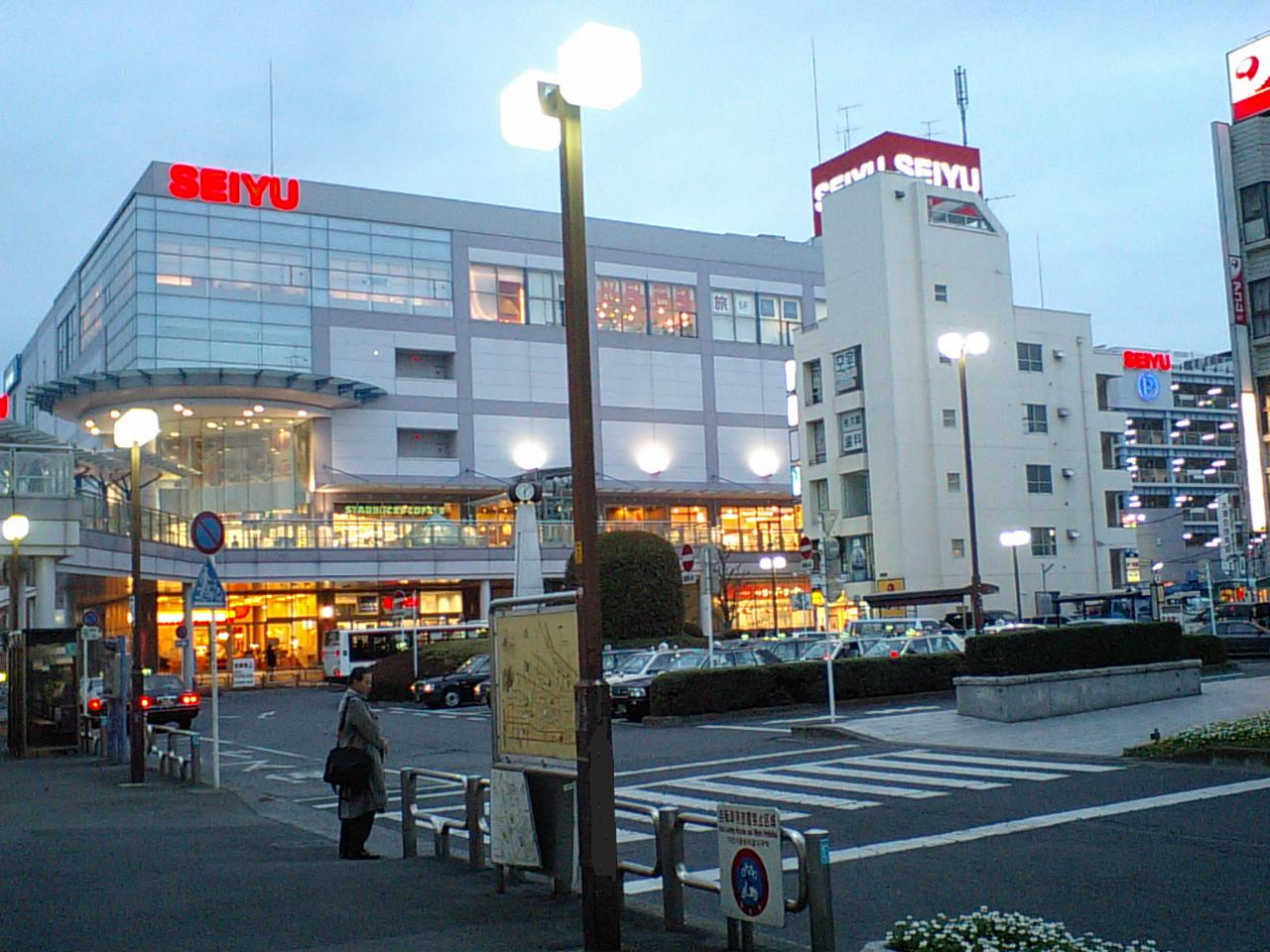
福生店 （東京都福生市）
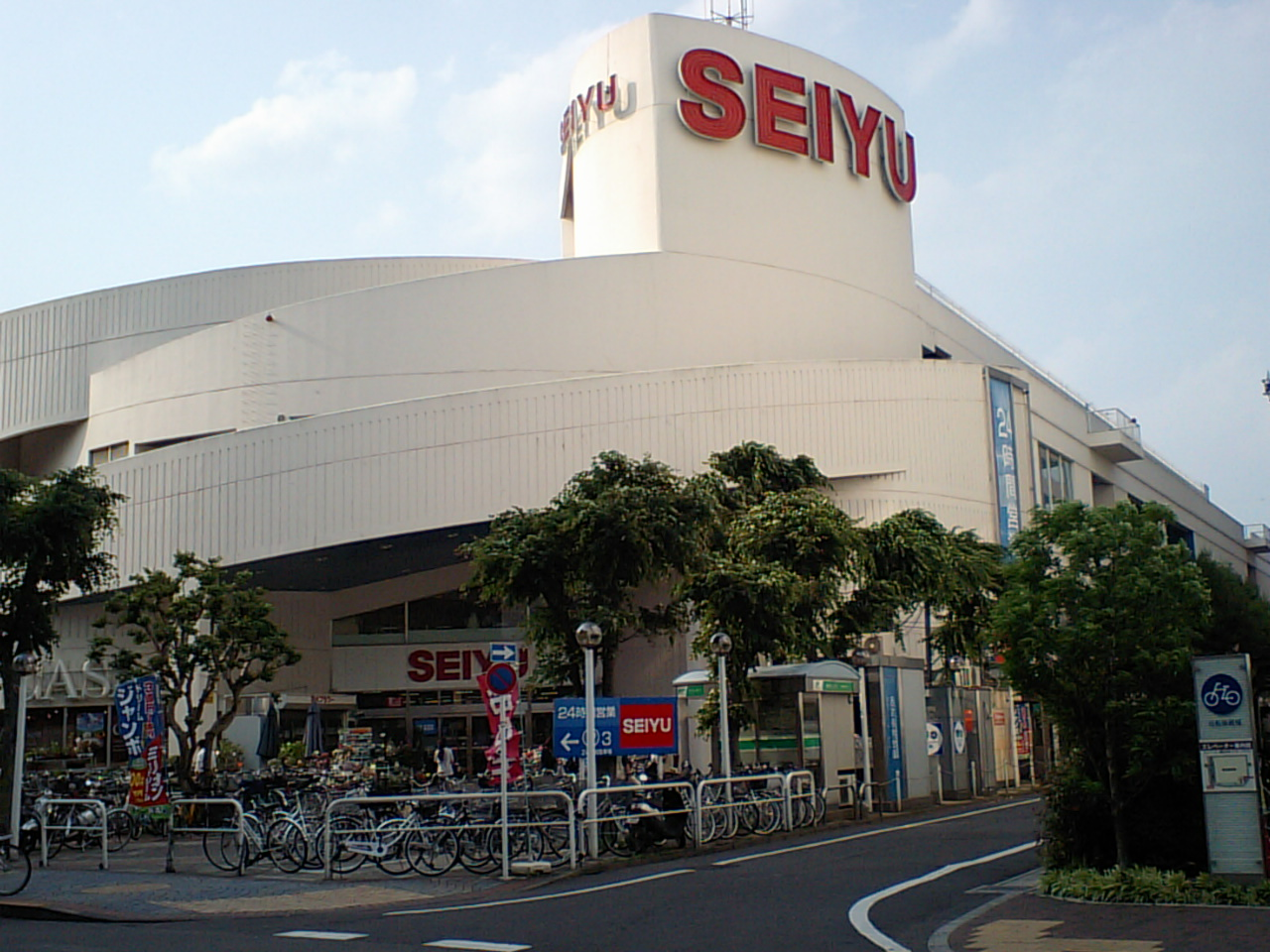
河辺店 （東京都青梅市）
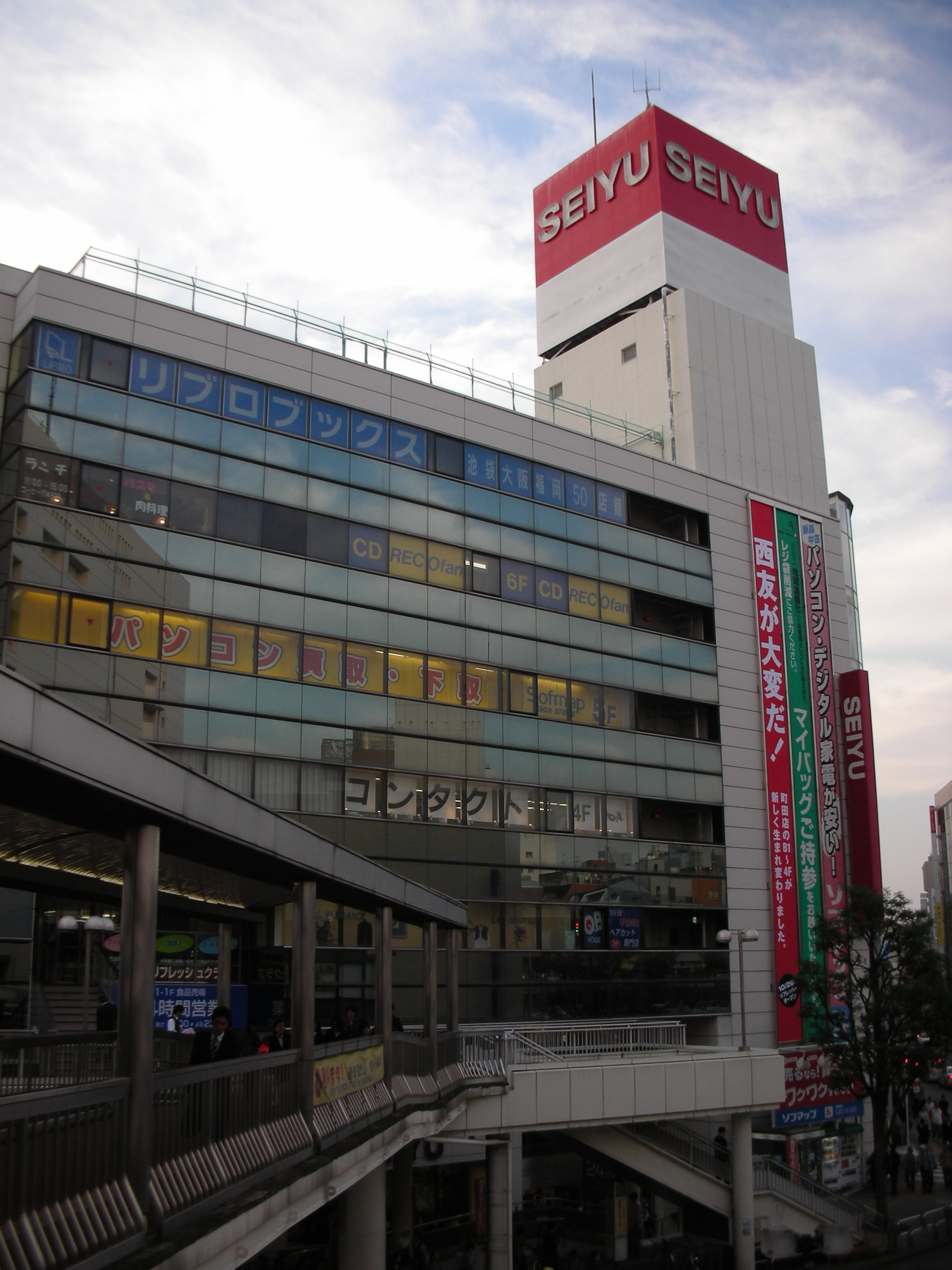
町田店 （東京都町田市）
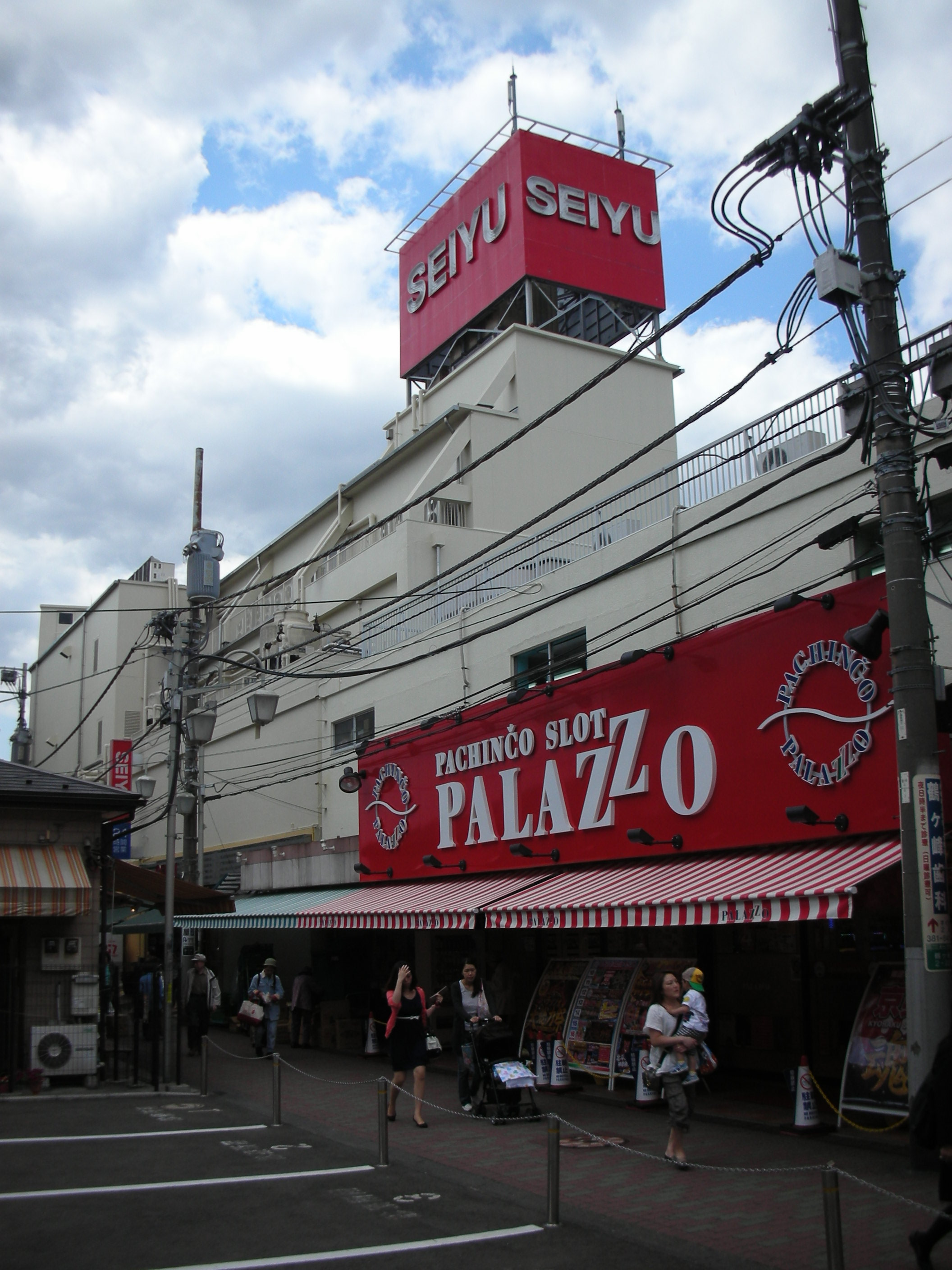
鶴ヶ峰店 （神奈川県横浜市旭区）
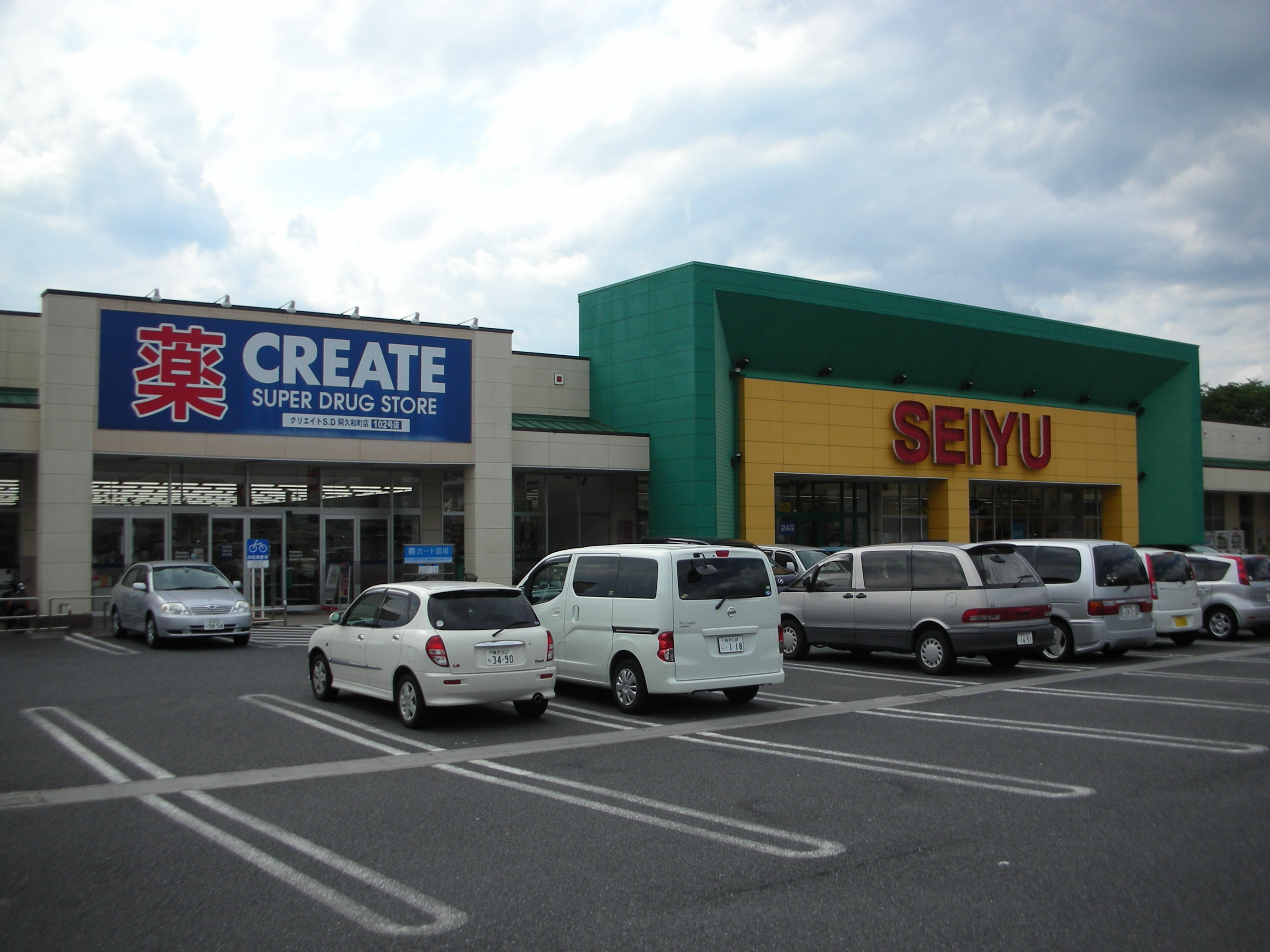
阿久和店 （神奈川県横浜市瀬谷区）
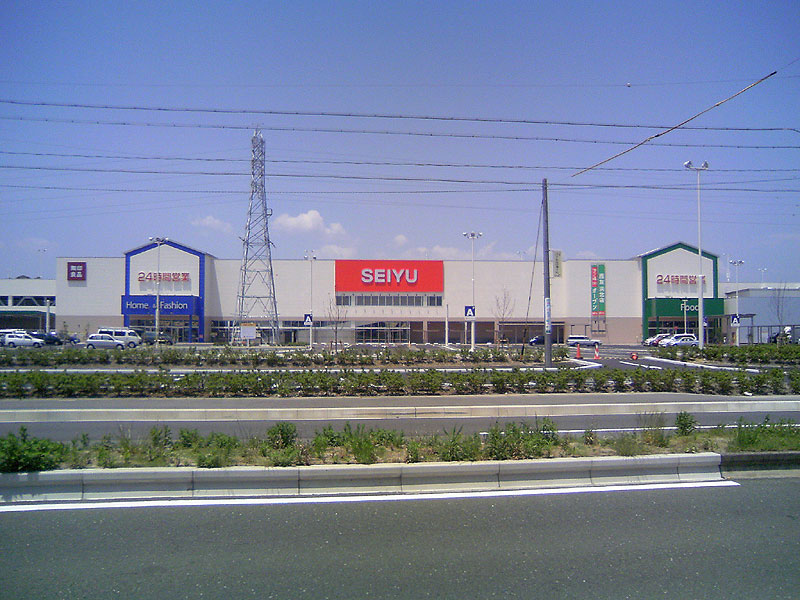
浜北店 （静岡県浜松市浜名区）
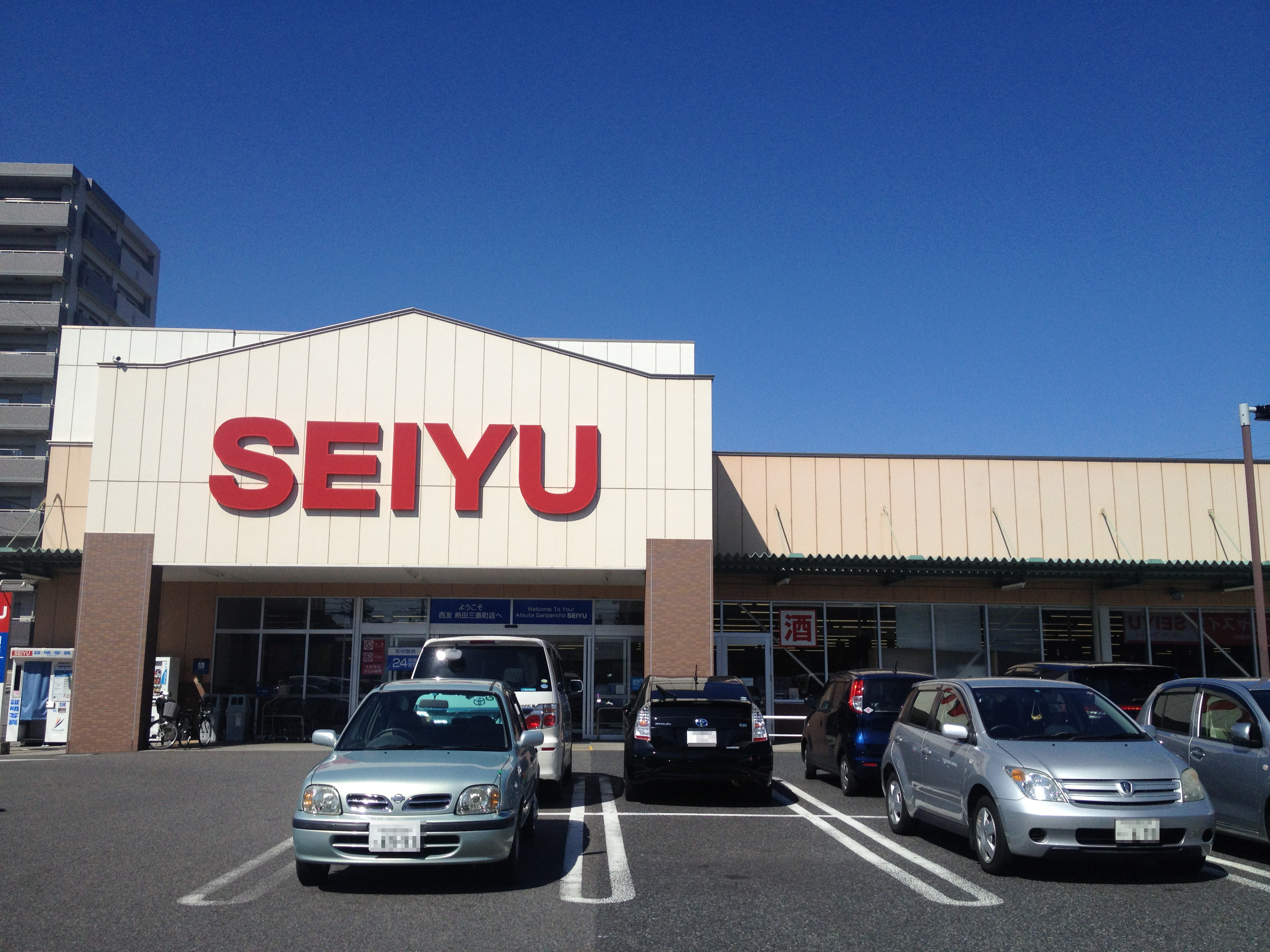
熱田三番町店 （愛知県名古屋市熱田区）

## 関連会社
- 株式会社西友プロキュアメント - プライベートブランドの企画・開発および商品調達など
- 株式会社西友サービス

「西友」を冠する企業は多数存在し、中には社会問題を起こした西友商事（商品先物取引業、東京都中央区）、西友開発（不動産業、香川県高松市。2000年に破産）など、無関係な会社も多い。

## 関係する人物
- 堤康次郎（西武ストアー創業者、現在も社内主要施設には銅像が存在）
- 堤清二（セゾングループ元会長）
- 坂本春生（元副社長、セゾン総研元理事長）
- 三好基之（元社長、産経新聞社元副社長）
- 沖正一郎（元常務、ファミリーマート初代社長、良品計画元会長）
- 渡辺紀征（元社長、ファミリーマート事業の成功に尽力、ウォルマート傘下入りを主導）
- 木内政雄（元社長、無印良品事業部の独立黒字化に尽力、良品計画元社長）
- 高丘季昭（元会長、元セゾングループ代表幹事。元経団連副会長）
- スティーブ・デイカス（元CEO、スシローグローバルホールディングス元会長）
- 上垣内猛（元CEO、ユニリーバ・ジャパン・ホールディングス元社長）
- 山根卓二（元顧問、産経新聞社元常務編集局長）
- サム・ウォルトン（ウォルマート創業者）
- リオネル・デスクリー（元CEO）
- 大久保恒夫（CEO）

## 広報活動

### スポーツ
- 西武ライオンズ (1979年 - 2005年 西武ドームへの広告掲載は2021年まで継続)
- 日テレ・ベレーザ（1993年 - 1997年「読売西友ベレーザ」を名乗る）
- 東北楽天ゴールデンイーグルス (2022年 - )

### テレビ番組・映画
テレビ番組
- クレージーの奥さ〜ん!（1973年 - 1976年、フジテレビ・フジテレビ系列）
- おしゃべりレタス（1987年 - 1990年、テレビ埼玉・独立U協）

映画
- 橋のない川（1992年5月23日公開、東宝配給）監督:東陽一 [258]

### CMタレント
- 宮野真守：1990年の「西友大市」のCMに子役として出演し芸能界デビュー。
- 西城秀樹：1990年代の一時期「西城店長」役としてイメージキャラクターを担当。
- エスパー伊東：2012年に実施された「民意反映型コマーシャル SEIYUソーシャルCM」キャンペーンで、価格を下げる西友を人格化した「サゲイスト」に対峙するエスパー役として出演。
- 壇蜜：2013年冬のギフトキャンペーンに起用。西友のヘビーユーザーを公言している。
- 石橋けい：2016年からのCM「やっぱコスパ」シリーズの主婦・めぐみ役で出演。
- 林家ペー・林家パー子：2021年からの楽天ポイント利用促進・付与キャンペーンCMに出演。

### CMソング担当
- 蓮実重臣（「火曜得の市」「オットセイユー」を作曲）
- クレイジーケンバンド[259]（2009年「昼顔」、2010年「1107」、2011年「いっぱい いっぱい」がそれぞれ起用された。）

### スーパーお笑い大賞
スーパーお笑い大賞は、西友と吉本興業と共同で実施した「安さ」と「お得」がテーマのお笑いコンテストである。2022年8月に第一回大会が開催された。

#### ルール
漫才、コント、歌ネタ関係なく「西友」に関連したお笑いを行う。審査員には持ち点100点を与えられており、審査員の得点とツイッターでの一般投票での得点を加味した400点満点の得点で競われる。一般投票の順位は、7月20日正午～30日の午後8時に西友の公式Twitterにて投稿されるネタ動画へのいいね・リツイート数によって決定。決戦は、吉本興業公式YouTubeチャンネルにて生番組として配信される。

#### 第一回
ジェラードン、ニッポンの社長、ロングコートダディ、もも、鬼越トマホーク、ジョイマンの6組が参加し、決勝を争うこととなった。優勝は、ニッポンの社長で優勝後に「ほんまにがんばってネタをやってきてよかったです!ありがとうございました!西友さんと長い付き合いになっていくけど!」とコメントした。

#### 優勝賞品
「西友WEB CM出演権」、そして西友プライベートブランド「みなさまのお墨付き1年分（365商品）」が与えられる。

#### 司会・リポーター
| 回 | 司会     | アシスタント |
| -- | -------- | ------------ |
| 1  | 陣内智則 | 久代萌美     |

#### 審査員
| 回 | 1              | 2        | 3        |
| -- | -------------- | -------- | -------- |
| 1  | 久保田かずのぶ | 佐藤哲夫 | 徳井健太 |

#### 結果
| 順位 | コンビ名 所属事務所              | 結成年 | 出番順 | 得点/得票 |
| ---- | -------------------------------- | ------ | ------ | --------- |
| 優勝 | ニッポンの社長 吉本興業 大阪     | 2013年 | 5番    | 380点     |
| 2位  | ロングコートダディ 吉本興業 大阪 | 2009年 | 6番    | 373点     |
| 3位  | もも 吉本興業 大阪               | 2017年 | 2番    | 366点     |
| 4位  | ジェラードン 吉本興業 東京       | 2008年 | 3番    | 363点     |
| 5位  | ジョイマン 吉本興業 大阪         | 2003年 | 4番    | 358点     |
| 6位  | 鬼越トマホーク 吉本興業 東京     | 2010年 | 1番    | 349点     |

| コンビ名           | 1st | 久保田 | 哲夫 | 徳井 | 一般 |
| ------------------ | --- | ------ | ---- | ---- | ---- |
| ニッポンの社長     | 380 | 90     | 95   | 98   | 97   |
| ロングコートダディ | 373 | 90     | 90   | 93   | 100  |
| もも               | 366 | 91     | 90   | 97   | 88   |
| ジェラードン       | 363 | 91     | 90   | 91   | 91   |
| ジョイマン         | 358 | 87     | 84   | 93   | 94   |
| 鬼越トマホーク     | 349 | 86     | 86   | 92   | 85   |

## テレビ番組
- 日経スペシャル カンブリア宮殿 安いだけじゃない!スーパー「西友」の大改革（2022年8月4日、テレビ東京）- 社長 大久保恒夫出演[263]

## 不祥事

### 西友清田店における集団食中毒
1982年10月、西友清田店のオープン後、周辺の小学校で下痢症状での欠席者が増加し、札幌市教育委員会は豊平保健所に通報した。その後も食中毒通報が相次ぎ、清田地区で多発している集団下痢患者の多くは西友清田店で飲食していることが、医師の通報で判明。10月16日から西友清田店は自主休業した。
札幌市公衆衛生部は立入検査で井戸ピット内に汚水がたまっているのを発見。井水給水施設の塩素減菌装置2台の内1台がオープン直前に損傷し、使用不能になっていたことが判明した。
この食中毒の原因は、開店当時、同店井戸ピットの構造不備により、排水路の汚水又は埋立てられた旧排水路の浸出水のいずれかが井水原水に混入。さらに塩素滅菌の不十分によって、飲料水もカンピロバクター・ジェジュニおよび病原大腸菌に汚染。この飲料水またはその水を利用した食品を経て、利用客等に発症したものであった。最終的な患者数は7751名にものぼり、当時国内最大規模であった。
西友清田店は改善指導書に基づく給水設備の洗浄を行った。12月14日、札幌市は店舗再開同意書を交付。翌15日に西友清田店は営業を再開した。

### 西友偽装肉返金事件
2002年にはBSE問題に関連した牛肉の産地偽装が社会問題となったが、西友でも埼玉県の狭山市駅前店と北海道の札幌市元町店で、輸入豚肉を国産と産地偽装して1年間販売していたことが判明した。そのため西友は返金に応じたが、これをめぐって同年9月に札幌市元町店で「西友偽装肉返金事件」が発生した。

### エスカレーター事故
2007年（平成19年）10月に平塚店のエスカレーターで、男児が保護板に首を挟まれ重体となる事故が発生し、緊急点検を行ったところ、横須賀店やLIVINよこすか店など、他店舗の一部でも同様に安全基準と合致しない保護板が見つかり、交換修理を行うまでエスカレーターの運行を休止する事態となった。

### 登録販売者不正受験
店舗における一般用医薬品販売に必要な資格「登録販売者」受験に関して、西友が登録販売者試験を受験する自社従業員に対し、受験資格となる実務経験時間を不正に水増しした虚偽の証明書を大量に発行していたことを、2012年11月3日に厚生労働省が公表した。これを受けて同年11月6日、西友は不正の事実を認めて謝罪した。
西友は、19都道府県で282人分の実務経験の時間を長く偽るなどした嘘の証明書を発行し、そのうち200名が合格した。2012年8月末時点で70店舗・101人が販売業務に従事していた。不正発覚後は2店で販売休止、45店で営業時間を短縮した。金山亮執行役員は、不正が会社による組織ぐるみである可能性は否定した。厚生労働省がそれまでに不正で認可を取り消したのは計168人で、西友による不正は過去最大規模に上るとされた。